# Liste der Biografien/Gab
Liste der Biografien |
Portal Biografien |
Personensuche
# |
A |
B |
C |
D |
E |
F |
G |
H |
I |
J |
K |
L |
M |
N |
O |
P |
Q |
R |
S |
T |
U |
V |
W |
X |
Y |
Z |
?
 
Ga |
Gb |
Gc |
Gd |
Ge |
Gf |
Gh |
Gi |
Gj |
Gk |
Gl |
Gm |
Gn |
Go |
Gp |
Gq |
Gr |
Gs |
Gu |
Gv |
Gw |
Gy |
Gz
 
Gaa |
Gab |
Gac |
Gad |
Gae |
Gaf |
Gag |
Gah |
Gai |
Gaj |
Gak |
Gal |
Gam |
Gan |
Gao |
Gap |
Gaq |
Gar |
Gas |
Gat |
Gau |
Gav |
Gaw |
Gax |
Gay |
Gaz
Die Liste der Biografien führt alle Personen auf, die in der deutschsprachigen Wikipedia einen Artikel haben. Dieses ist eine Teilliste mit 559 Einträgen von Personen, deren Namen mit den Buchstaben „Gab“ beginnt.

## Gab
- Gäb, Hans Wilhelm (1936–2025), deutscher Tischtennisspieler
- Gäb, Sebastian (* 1982), deutscher Philosoph

### Gaba
- Gaba, Eléa (* 2001), deutsche Basketballspielerin
- Gaba, Joan-Benjamin (* 2001), französischer Judoka
- Gaba, Kamghe (* 1984), deutscher Sprinter
- Gaba, Meschac (* 1961), beninischer Künstler
- Gaba, Zacimba, cabindische Prinzessin, Sklavin, Sklavenanführerin
- Gabai, David (* 1954), US-amerikanischer Mathematiker
- Gabai, Samuele (* 1949), Schweizer Maler, Kupferstecher und Illustrator
- Gabai, Sasson (* 1947), israelischer SchauspielerSasson Gabai (* 1947)

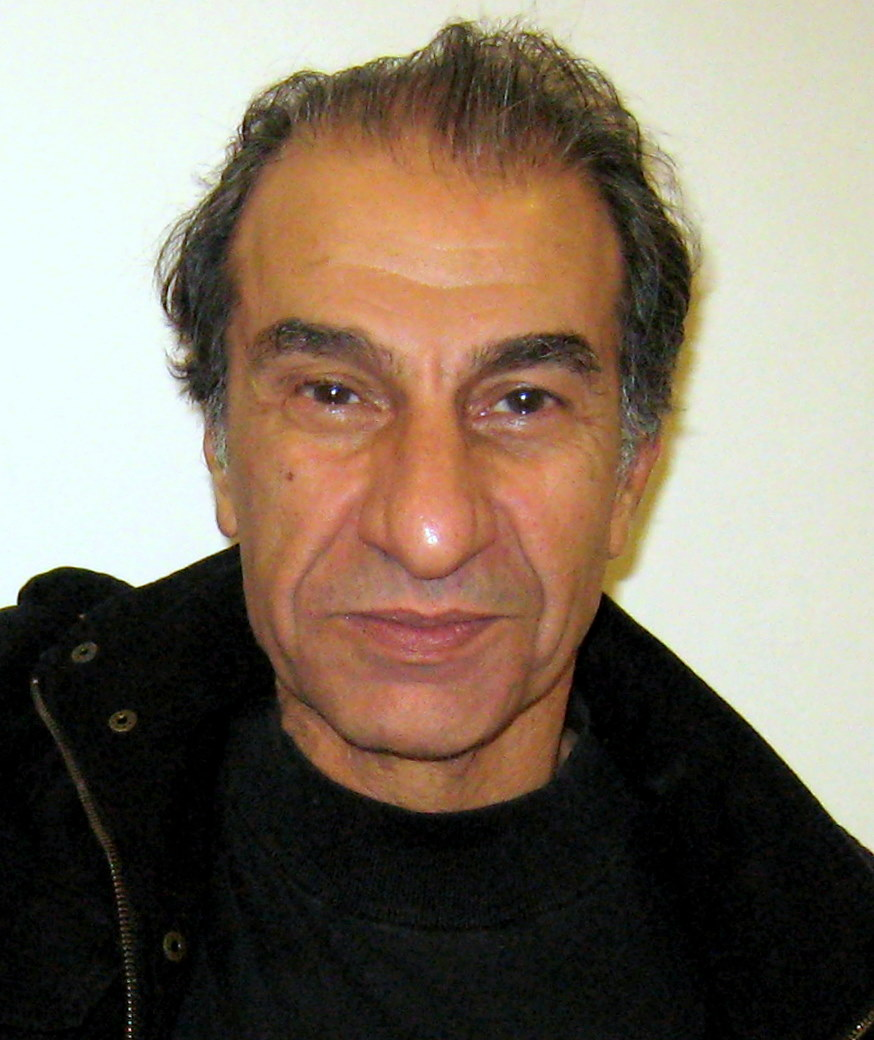
Sasson Gabai (* 1947)

- Gabai, Zvi (1938–2018), israelischer Diplomat, Autor und Übersetzer
- Gabaidse, Dawit (* 1980), georgischer Politiker, Vorsitzender des Obersten Rates der Autonomen Republik Adscharien
- Gabain, Anna von (* 1866), deutsche Pianistin
- Gabain, Annemarie von (1901–1993), deutsche Turkologin und Sinologin
- Gabain, Arthur von (1860–1939), deutscher General der Infanterie
- Gabaix, Xavier (* 1971), französischer Ökonom und Hochschullehrer
- Gabaldon, Diana (* 1952), US-amerikanische Autorin
- Gabaldon, Isauro (1875–1942), philippinischer Politiker
- Gabaldón, Paca (* 1949), spanische Schauspielerin
- Gabalier, Andreas (* 1984), österreichischer Sänger der volkstümlichen MusikAndreas Gabalier (* 1984)

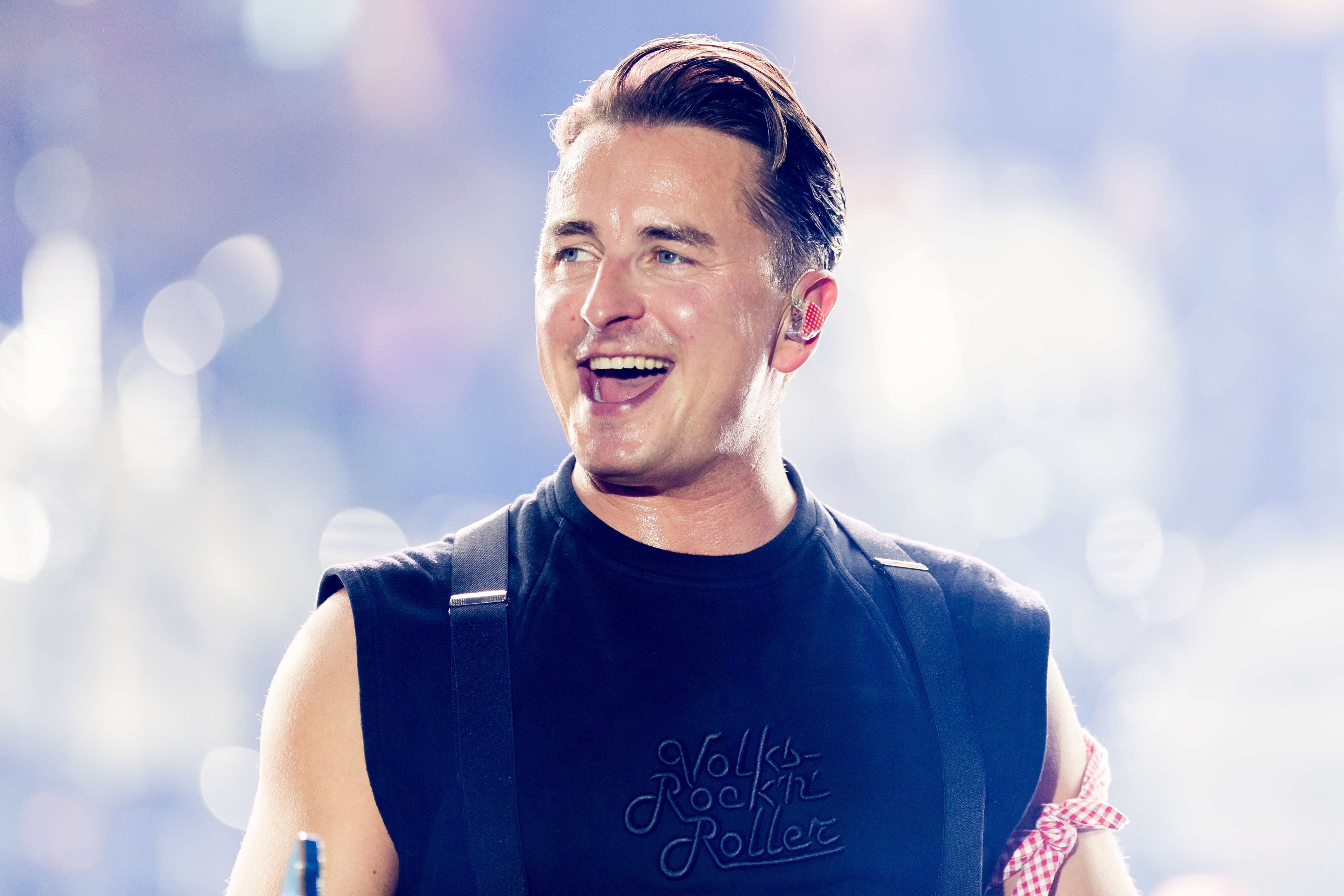
Andreas Gabalier (* 1984)

- Gabalier, Willi (* 1981), österreichischer Tänzer
- Gaban, Jean-Pierre (* 1937), belgischer Autorennfahrer
- Gabanyi, Anneli Ute (* 1942), deutsche Politikwissenschaftlerin, Literaturkritikerin, Journalistin und Philologin
- Gabard, Albert († 1985), französischer Radrennfahrer
- Gabard, Claude (1935–2015), französischer Radrennfahrer
- Gabarell, Elena (* 2005), Schweizer Eishockeyspielerin
- Gabaret, Jean (1631–1697), französischer Aristokrat und Marineoffizier
- Gabaret, Nicolas de (1641–1712), französischer Aristokrat und Marineoffizier
- Gabaretta, Wenzu (1917–2000), maltesischer Fußballspieler
- Gabarro, Inma (* 2002), spanische Fußballspielerin
- Gabart, François (* 1983), französischer Segler
- Gabás, Luz (* 1968), spanische Anglistin und Schriftstellerin
- Gabaschwili, Ekaterine (1851–1938), georgische Schriftstellerin
- Gabaschwili, Giorgi (* 1973), georgischer Politiker (Vereinte Nationale Bewegung)
- Gabaschwili, Teimuras Besikowitsch (* 1985), russisch-georgischer Tennisspieler
- Gabathuler, Alice (* 1961), Schweizer Autorin und Verlegerin
- Gabathuler, Johann Jakob (1883–1958), Schweizer Ingenieur-Agronom, Landwirt und Politiker
- Gabathuler, Philip (* 1982), Schweizer Beachvolleyballspieler
- Gabathuler, Walter (* 1954), Schweizer Springreiter
- Gabauer, Andie (* 1969), österreichischer Sänger, Gitarrist, KomponistAndie Gabauer (* 1969)

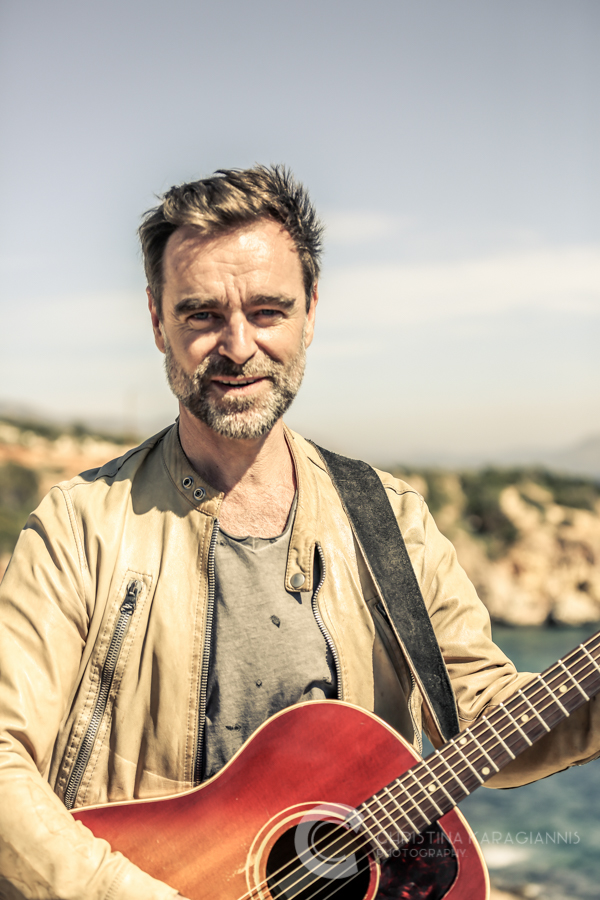
Andie Gabauer (* 1969)

- Gabay, Yakir (* 1966), israelischer Geschäftsmann
- Gabaye, Pierre (1930–2019), französischer Komponist

### Gabb
- Gabb, William More (1839–1878), US-amerikanischer Botaniker, Zoologe, Paläontologe und Geologe
- Gabba, Carlo Francesco (1838–1920), italienischer Jurist und Hochschullehrer
- Gabba, Emilio (1927–2013), italienischer Althistoriker
- Gabba, Giulia (* 1987), italienische Tennisspielerin
- Gabba, Melchiade (1874–1952), italienischer General und Senator
- Gabbai, Elisa (1933–2010), israelische Sängerin
- Gabbai, Ruggero (* 1964), italienischer Filmregisseur, Fotograf und ehemaliger Politiker
- Gabbana, Stefano (* 1962), italienischer Modedesigner
- Gabbani, Francesco (* 1982), italienischer Popmusiker
- Gabbard, Deaton, US-amerikanischer Schauspieler und Filmschaffender
- Gabbard, Tulsi (* 1981), amerikanische Politikerin und MilitärangehörigeTulsi Gabbard (* 1981)
- Gabbaru, König von Sam'al

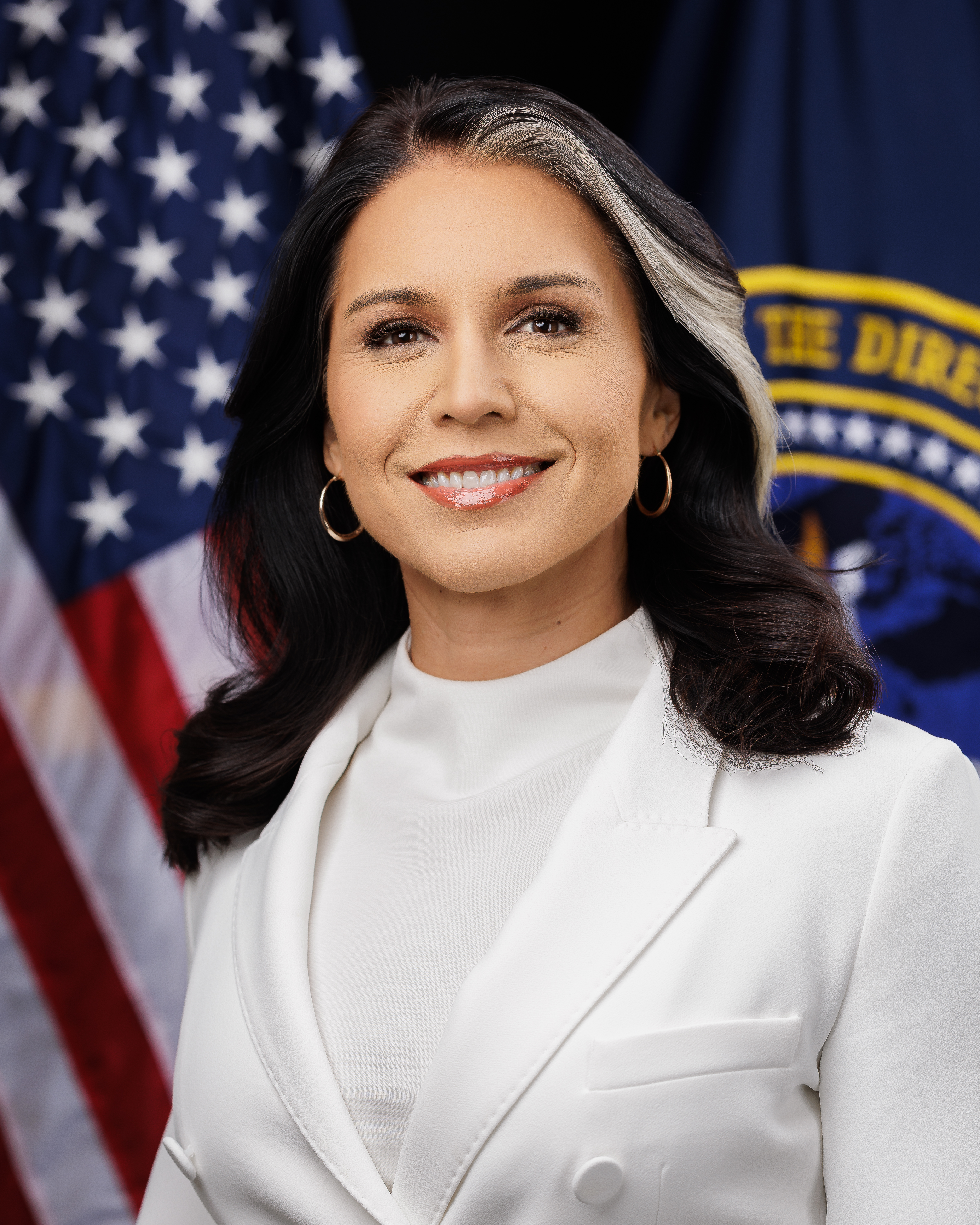
Tulsi Gabbard (* 1981)

- Gabbay, Avi (* 1967), israelischer Manager und Politiker (Awoda)
- Gabbay, Dov (* 1945), englischer Logiker und Informatiker
- Gabbe, Erich (1891–1983), deutscher Mediziner
- Gabbe, Isabel (* 1973), deutsch-französische Pianistin
- Gabbe, Wolf (* 1924), deutscher Jazz- und Unterhaltungsmusiker
- Gabber, Ofer (* 1958), israelischer Mathematiker
- Gabbert, Blaine (* 1989), US-amerikanischer American-Football-Spieler
- Gabbert, Carsten (* 1973), deutscher Politiker (Bündnis 90/Die Grünen)
- Gabbert, Elisa (* 1979), US-amerikanische Lyrikerin und Essayistin
- Gabbert, Helmut (* 1950), deutscher Pathologe
- Gabbert, Ulrich (* 1947), deutscher Hochschullehrer
- Gabbett, Peter (* 1941), britischer Leichtathlet
- Gabbi, Adalgisa (1857–1933), italienische Opernsängerin (Sopran)
- Gabbia, Matteo (* 1999), italienischer Fußballspieler
- Gabbiadini, Manolo (* 1991), italienischer Fußballspieler
- Gabbiadini, Melania (* 1983), italienische Fußballspielerin
- Gabbiani, Anton Domenico (1652–1726), italienischer Maler, Freskant und Kupferstecher
- Gabbiani, Beppe (* 1957), italienischer Rennfahrer
- Gabbichler, Lukas (* 1998), österreichischer Fußballspieler
- Gabbidon, Danny (* 1979), walisischer Fußballspieler
- Gabbidon, Maryann (1870–1938), gambische Unternehmerin
- Gabburo, Davide (* 1993), italienischer Radrennfahrer

### Gabc
- Gabčík, Jozef (1912–1942), tschechoslowakischer WiderstandskämpferJozef Gabčík (1912–1942)

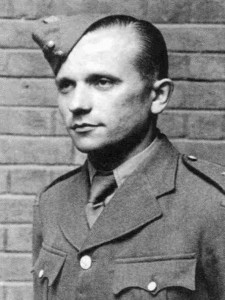
Jozef Gabčík (1912–1942)

- Gabcke, Harry (1927–1988), deutscher Pädagoge und Heimatforscher
- Gabcke, Otto (1882–1942), deutscher Generalleutnant im Zweiten Weltkrieg

### Gabd
- Gabdullina, Romina Eduardowna (* 1993), russische Badmintonspielerin

### Gabe
- Gabe, Dora (1886–1983), bulgarische Autorin
- Gabe, Frances (1915–2016), US-amerikanische Erfinderin und Künstlerin
- Gabe, Johann (1737–1817), deutscher Kaufmann und Senator in Hamburg
- Gabe, Pedro (1778–1831), Kaufmann, Schriftsteller und Diplomat
- Gabe, Verena (* 1991), deutsche Boulespielerin
- Gabeira, Maya (* 1987), brasilianische Surferin
- Gabel, August (1908–2004), deutscher Politiker (CDU), MdL
- Gabel, Augustinus (* 1857), deutsch-russischer römisch-katholischer Geistlicher und Märtyrer
- Gabel, Christian Carl (1679–1748), dänischer Admiral und Overkrigssekretær
- Gabel, Christoffer von (1617–1673), Händler, Statthalter von König Frederik III. von Dänemark
- Gäbel, Colin (* 1976), deutscher Moderator, Netzreporter und Musiker
- Gäbel, Denis (* 1979), deutscher Jazzmusiker (Tenor- und Sopransaxophon, Komposition)
- Gäbel, Elfi (* 1943), deutsche Schauspielerin
- Gabel, Elyes (* 1983), britischer SchauspielerElyes Gabel (* 1983)

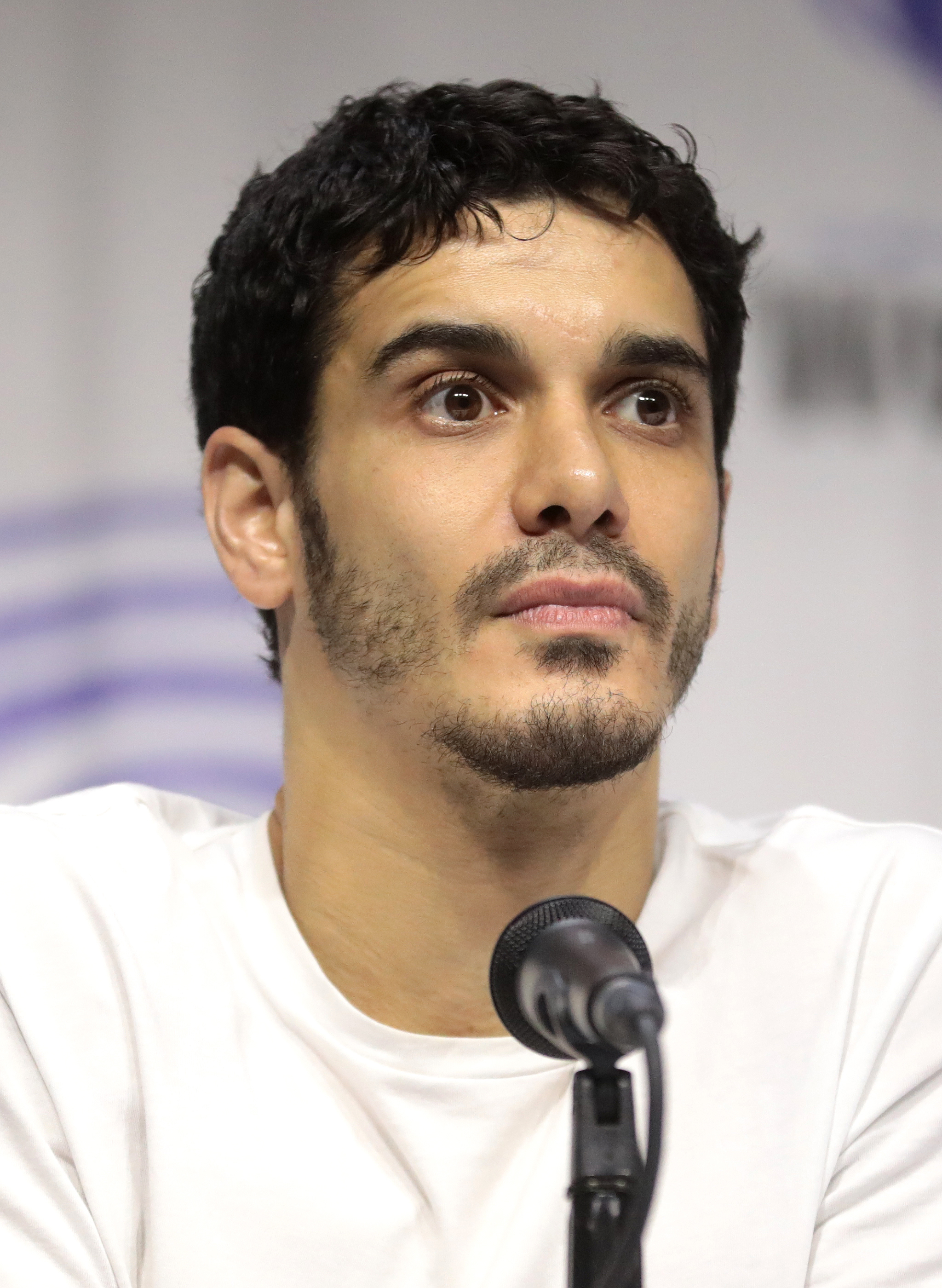
Elyes Gabel (* 1983)

- Gabel, Fabien (* 1975), französischer Dirigent und Trompeter
- Gabel, Frederik von († 1708), dänischer Staatsmann und Kaufmann
- Gäbel, Friedrich (1901–1974), deutscher Pressezeichner, Illustrator und Karikaturist
- Gabel, Gernot Uwe (1941–2024), deutscher Bibliothekar und Literaturwissenschaftler
- Gäbel, Gustav (1849–1912), deutscher Gutsbesitzer und Politiker, MdR
- Gabel, Helmut (* 1953), deutscher Historiker und Archivar
- Gabel, Hendrik (* 1973), deutscher Boxer
- Gabel, Jack (* 1949), US-amerikanischer Komponist
- Gabel, Martin (1912–1986), US-amerikanischer Schauspieler, Regisseur und Filmproduzent
- Gabel, Michael (* 1953), deutscher römisch-katholischer Theologe, Geistlicher und Hochschullehrer
- Gabel, Oskar (1901–1988), deutscher Staatsbeamter und Wirtschaftsfunktionär
- Gäbel, Otto (1885–1953), deutscher Politiker (KPD)
- Gäbel, Otto Max (1889–1970), sächsischer Abgeordneter
- Gabel, Paul Emil (1875–1938), deutscher Maler
- Gabel, Robert (* 1979), deutscher Politikwissenschaftler und Politiker (FDP, Tierschutzpartei)
- Gabel, Rudolf (1907–1991), deutscher Architekt und kommunaler Baubeamter
- Gabel, Scilla (* 1938), italienische Schauspielerin
- Gabel, Seth (* 1981), US-amerikanischer SchauspielerSeth Gabel (* 1981)

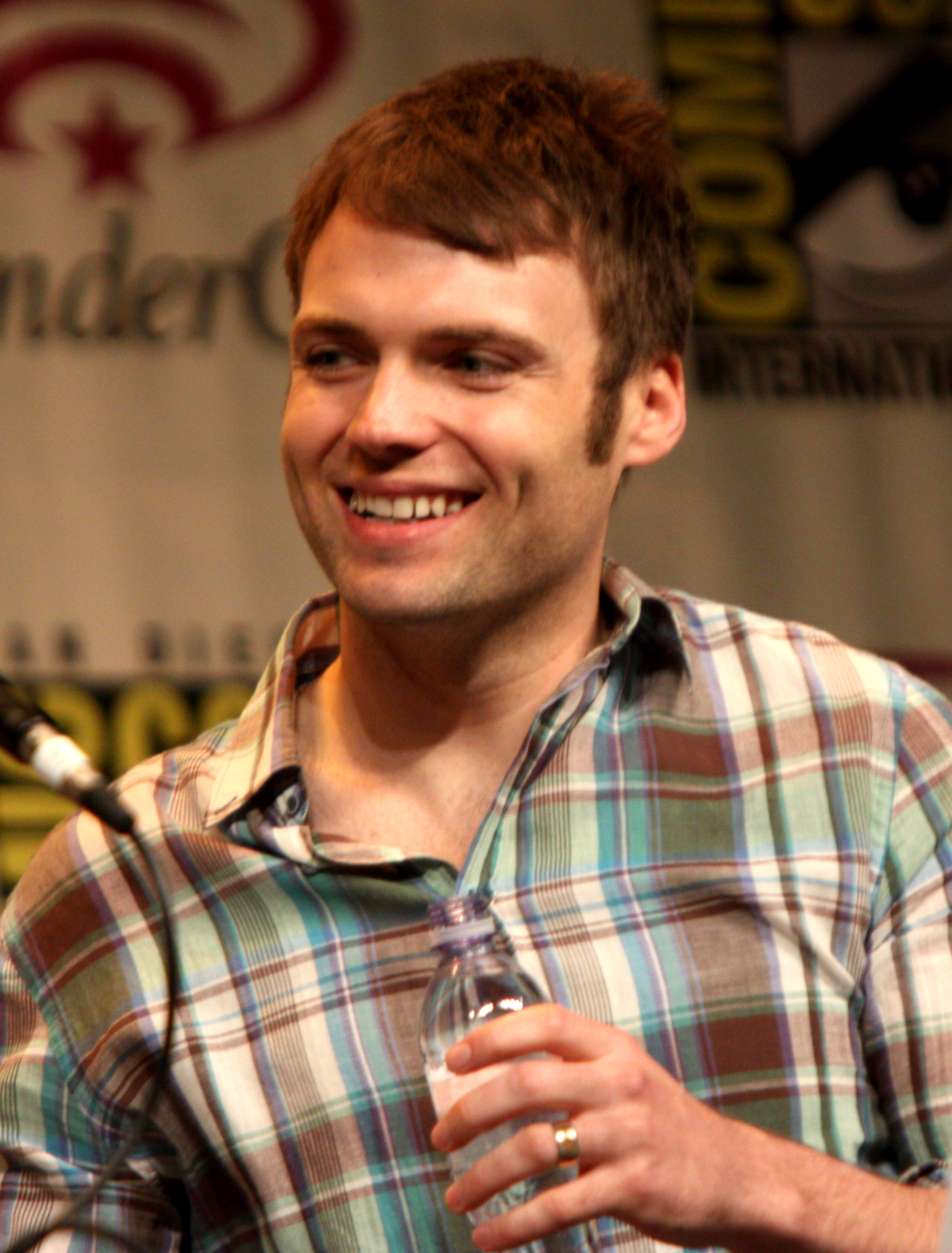
Seth Gabel (* 1981)

- Gabel, Wolfgang (1942–2015), deutscher Autor und Journalist
- Gabele, Anton (1890–1966), deutscher Schriftsteller
- Gäbelein, Klaus-Peter (* 1943), deutscher Autor
- Gäbelein, Wolfgang (* 1960), deutscher Soldat
- Gabelentz, Albrecht von der (1873–1933), deutscher adliger Gutsbesitzer und Museumsleiter
- Gabelentz, Georg von der (1840–1893), deutscher Sinologe
- Gabelentz, Georg von der (1868–1940), deutscher Unterhaltungsschriftsteller
- Gabelentz, Hanns-Conon von der (1892–1977), deutscher Kunsthistoriker und Museumsleiter
- Gabelentz, Hans Conon von der (1807–1874), deutscher Sprachforscher
- Gabelentz, Hans von der (1872–1946), deutscher Kunsthistoriker, Museumsdirektor und Schriftsteller
- Gabelentz, Leopold von der (1778–1831), altenburgischer Politiker aus dem Hause Gabelentz
- Gabelich, Gary (1940–1984), US-amerikanischer Rennfahrer
- Gabeljić, Adnan (* 1992), bosnisch-herzegowinisch-US-amerikanischer Fußballspieler
- Gabelkover, Oswald (1539–1616), deutscher Arzt, Heraldiker und Historiker
- Gabella, Fabrizio (* 1921), italienischer Filmproduzent und Filmregisseur
- Gabellini, Giorgio (1918–1996), italienischer Karikaturist, Bildhauer
- Gabellini, Michael (* 1958), US-amerikanischer Architekt und Innenarchitekt
- Gabellone, Giuseppe (* 1973), italienischer Fotograf und Bildhauer
- Gabelmann, Hanns (1936–1996), deutscher Klassischer Archäologe
- Gabelmann, Hugo (1867–1930), deutscher Bergmann, Bergingenieur, Industrieller und Manager
- Gabelmann, Sylvia (* 1958), deutsche Politikerin (Die Linke), MdB
- Gabelsberger, Franz Xaver (1789–1849), Erfinder des Vorläufers der Deutschen EinheitskurzschriftFranz Xaver Gabelsberger (1789–1849)

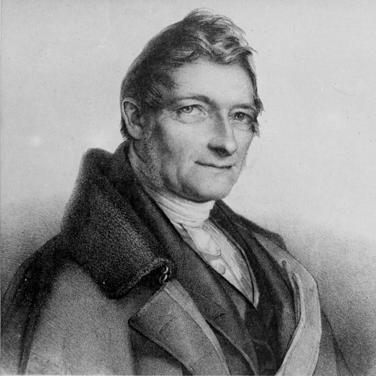
Franz Xaver Gabelsberger (1789–1849)

- Gaber Ibrahim, Houssein (* 1999), dschibutischer Schwimmer
- Gaber, Andreas (* 1973), deutscher Fußballspieler
- Gaber, August (1823–1894), deutscher Holzschneider
- Gaber, Ernst (1881–1952), deutscher Bauingenieur und Hochschullehrer
- Gaber, Ernst (1907–1975), deutscher Ruderer, Olympiasieger 1936
- Gaber, Erwin (1903–1986), deutscher Jurist und Präsident der Bundesversicherungsanstalt für Angestellte
- Gaber, Giorgio (1939–2003), italienischer Musiker, Cantautore und SchauspielerGiorgio Gaber (1939–2003)

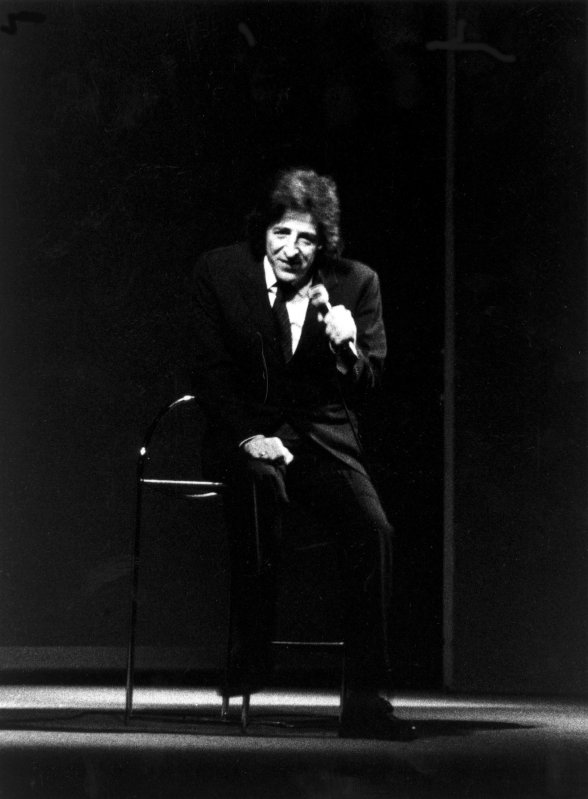
Giorgio Gaber (1939–2003)

- Gaber, Jassem (* 2002), katarischer Fußballspieler
- Gaber, Karmen, slowenische Handballspielerin
- Gaber, Klaus (* 1943), deutscher Politiker (Bündnis 90/Die Grünen), MdL
- Gaber, Matej (* 1991), slowenischer Handballspieler
- Gaber, Omar (* 1992), ägyptischer Fußballspieler
- Gaber, Sharon (* 1964), US-amerikanische promovierte Wissenschaftlerin
- Gaber, Sherif, politischer Aktivist und Blogger
- Gaber, Stevan (1919–1999), jugoslawischer Rechtsphilosoph
- Gaber-Damjanovska, Nataša (* 1962), nordmazedonische Juristin
- Gaberel, Jean (1810–1889), Schweizer evangelischer Geistlicher und Hochschullehrer
- Gaberel, Rudolf (1882–1963), Schweizer Architekt
- Gaberino, Geoff (* 1962), US-amerikanischer Schwimmer
- Gaberle, Alois (1907–1982), sudetendeutscher KZ-Arzt
- Gaberscik, Gerald (* 1955), österreichischer Wissenschaftler
- Gabert, Volkmar (1923–2003), deutscher Politiker (SPD), MdL, MdEP
- Gabet, Joseph (1808–1853), französischer Missionar
- Gabet, Roger (1923–2007), französischer Fußballspieler
- Gabetta, Sol (* 1981), französisch-schweizerische Cellistin und FernsehmoderatorinSol Gabetta (* 1981)

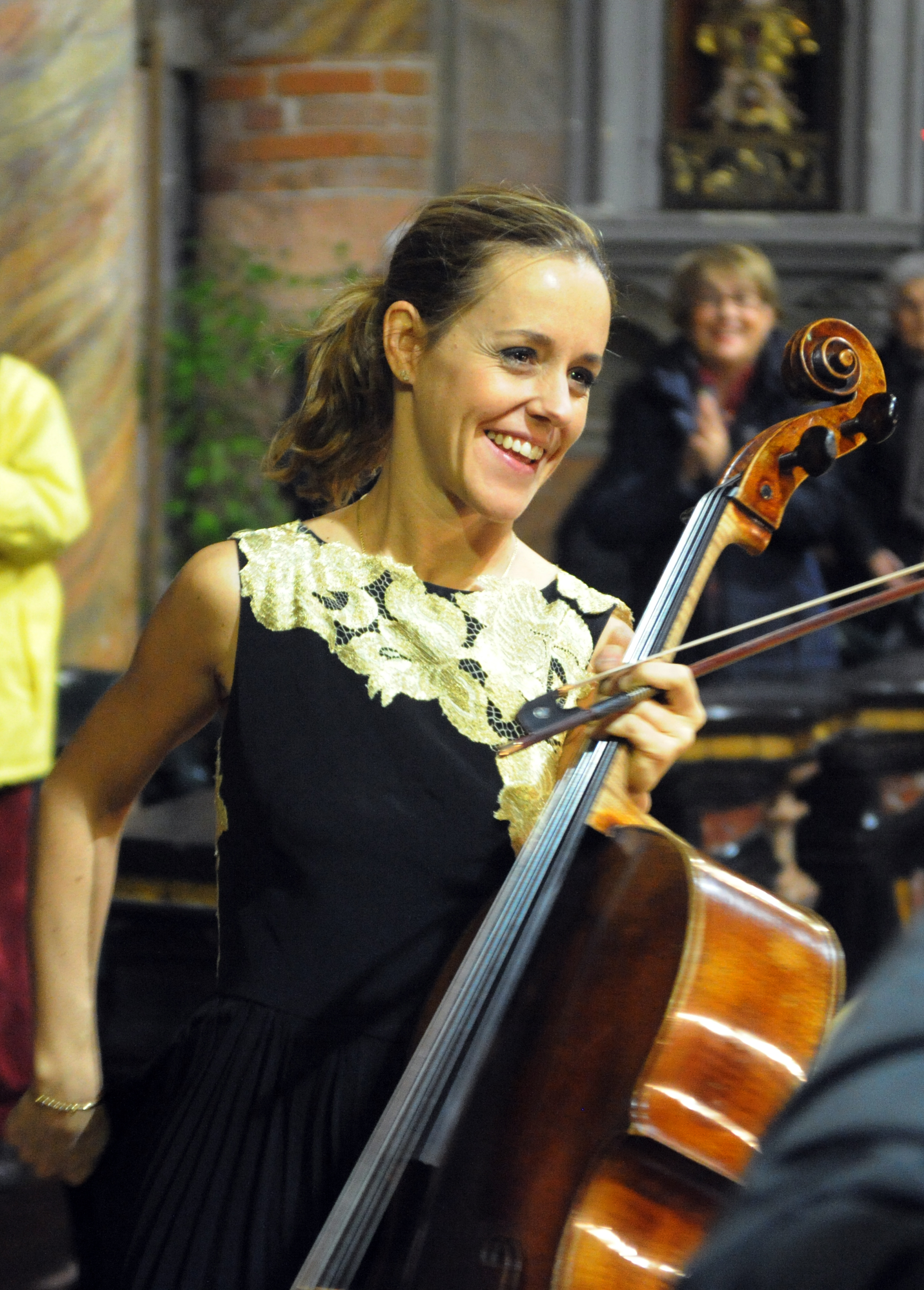
Sol Gabetta (* 1981)

- Gabetti, Pierino (1904–1971), italienischer Gewichtheber und Olympiasieger
- Gabetto, Guglielmo (1916–1949), italienischer Fußballspieler

### Gabh
- Gäbhard, Thomas (* 1963), deutscher Musiker, Musikproduzent und Komponist
- Gabhran, König des irisch-schottischen Königreiches von Dalriada

### Gabi
- Gabi (* 1983), spanischer Fußballspieler
- Gabi Schönenberger, Sarah (* 1978), Schweizer Politikerin (SP)
- Gabica, Antonio (* 1972), philippinischer Poolbillardspieler
- Gabica, Francisco (1937–2014), spanischer Radrennfahrer
- Gabillon, Johanna (1818–1875), österreichisch-deutsche Schauspielerin
- Gabillon, Ludwig (1825–1896), Burgschauspieler und Regisseur
- Gabillon, Zerline (1834–1892), deutsch-österreichische Schauspielerin und Übersetzerin
- Gabilondo Soler, Francisco (1907–1990), mexikanischer Autor, Komponist und Interpret von Kinderliedern
- Gabilondo, Ángel (* 1949), spanischer Philosoph und Politiker
- Gabilondo, Estíbaliz (* 1976), spanische Schauspielerin und Journalistin
- Gabilondo, Igor (* 1979), spanischer Fußballspieler
- Gabilou, Jean (* 1944), französisch-polynesischer Schlagersänger
- Gabin, Jean (1904–1976), französischer SchauspielerJean Gabin (1904–1976)

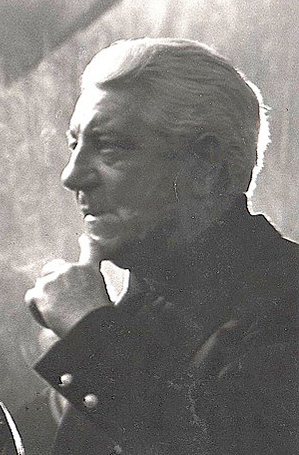
Jean Gabin (1904–1976)

- Gabinius Acutus, Marcus, antiker römischer Toreut
- Gabinius Capito, Publius († 63 v. Chr.), römischer Politiker und Ritter
- Gabinius Secundus, Aulus, römischer Politiker
- Gabinius Secundus, Aulus, römischer Politiker und Feldherr
- Gabinius, Aulus, römischer Politiker und General
- Gabino, Amadeo (1922–2004), spanischer Bildhauer, Maler und Grafiker
- Gabinus, Märtyrer und Heiliger
- Gabir, Lamis (* 1947), ägyptische Politikerin, Medizinerin, Journalistin und Drehbuchautorin
- Gabisch, Günter (* 1943), deutscher Wirtschaftswissenschaftler
- Gabito, Lerma (* 1974), philippinische Leichtathletin
- Gabius, Arne (* 1981), deutscher Langstreckenläufer

### Gabk
- Gabka, Kurt (1924–2010), deutscher Slawist

### Gabl
- Gabl, Alois (1845–1893), österreichischer Maler und Zeichner
- Gabl, Franz (1921–2014), österreichischer Skirennläufer
- Gabl, Gertrud (1948–1976), österreichische Skirennläuferin
- Gabl, Johannes (* 1973), österreichischer Schauspieler und Theaterregisseur
- Gabl, Josef (1920–1992), österreichischer Skirennläufer
- Gabl, Karl (* 1946), österreichischer Meteorologe und Bergsteiger
- Gabl, Markus (* 2002), österreichischer Fußballspieler
- Gable, Chad (* 1986), US-amerikanischer WrestlerChad Gable (* 1986)

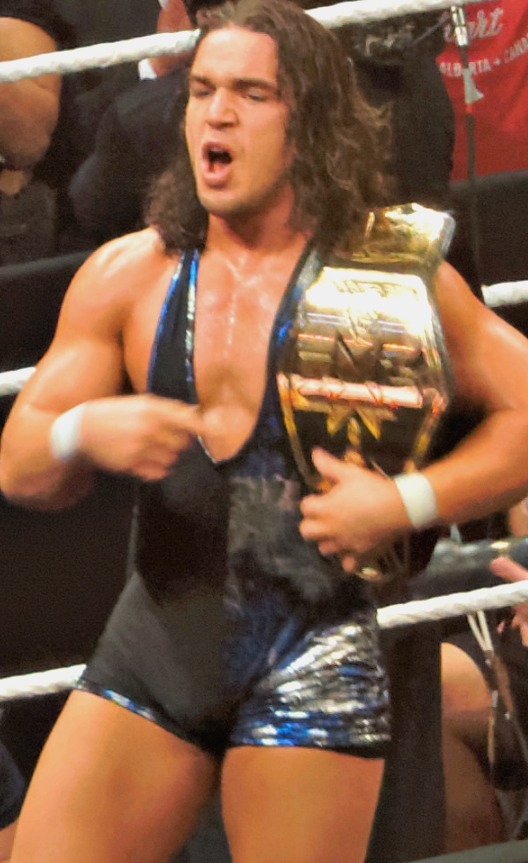
Chad Gable (* 1986)

- Gable, Clark (1901–1960), US-amerikanischer SchauspielerClark Gable (1901–1960)

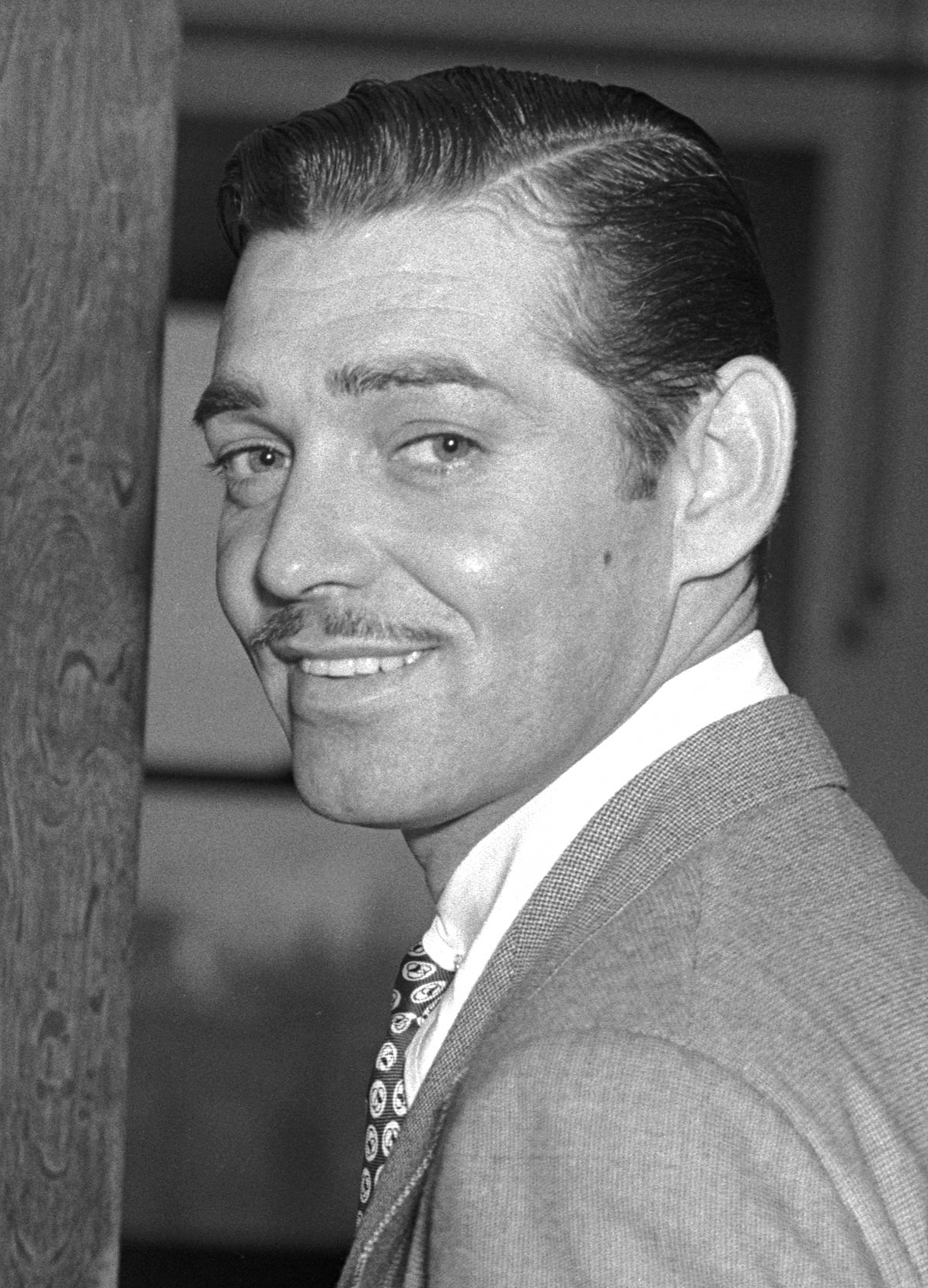
Clark Gable (1901–1960)

- Gable, Dan (* 1948), US-amerikanischer Ringer
- Gable, June (* 1945), US-amerikanische Schauspielerin
- Gäble, Kurt (* 1953), deutscher Komponist
- Gablé, Rebecca (* 1964), deutsche Schriftstellerin
- Gable, Taber, US-amerikanischer Jazzmusiker (Piano)
- Gablech, Imrich (1915–2016), tschechoslowakischer Soldat und Flieger der RAF
- Gablentz, Hildegard von der (1901–1961), deutsche Politikerin (CDU), MdA
- Gablentz, Otto Heinrich von der (1898–1972), deutscher Politologe und Widerstandskämpfer und
- Gablentz, Otto von der (1930–2007), deutscher Diplomat
- Gablenz, Adolf von (1882–1948), Polizeipräsident in Frankfurt am Main
- Gablenz, Carl August von (1893–1942), deutscher Offizier und Luftfahrtpionier
- Gablenz, Carl-Heinrich von (* 1952), deutscher Unternehmer und Manager
- Gablenz, Eccard von (1891–1978), deutscher Offizier, zuletzt Generalleutnant im Zweiten Weltkrieg
- Gablenz, Georg Carl Gottlob von der (1708–1777), Generalleutnant, Chef des Infanterie-Regiments Nr. 40, Kommandant der Festung Schweidnitz
- Gablenz, Heinrich Adolph von (1762–1843), sächsischer Generalleutnant sowie zeitweilig Gouverneur von Dresden
- Gablenz, Heinrich von (1845–1917), preußischer Generalmajor
- Gablenz, Hermann (1913–2000), deutscher Motorradrennfahrer
- Gablenz, Jerzy (1888–1937), polnischer Komponist
- Gablenz, Klaus Bernhard (* 1967), deutscher Autor und Herausgeber
- Gablenz, Ludwig von (1814–1874), österreichischer GeneralLudwig von Gablenz (1814–1874)

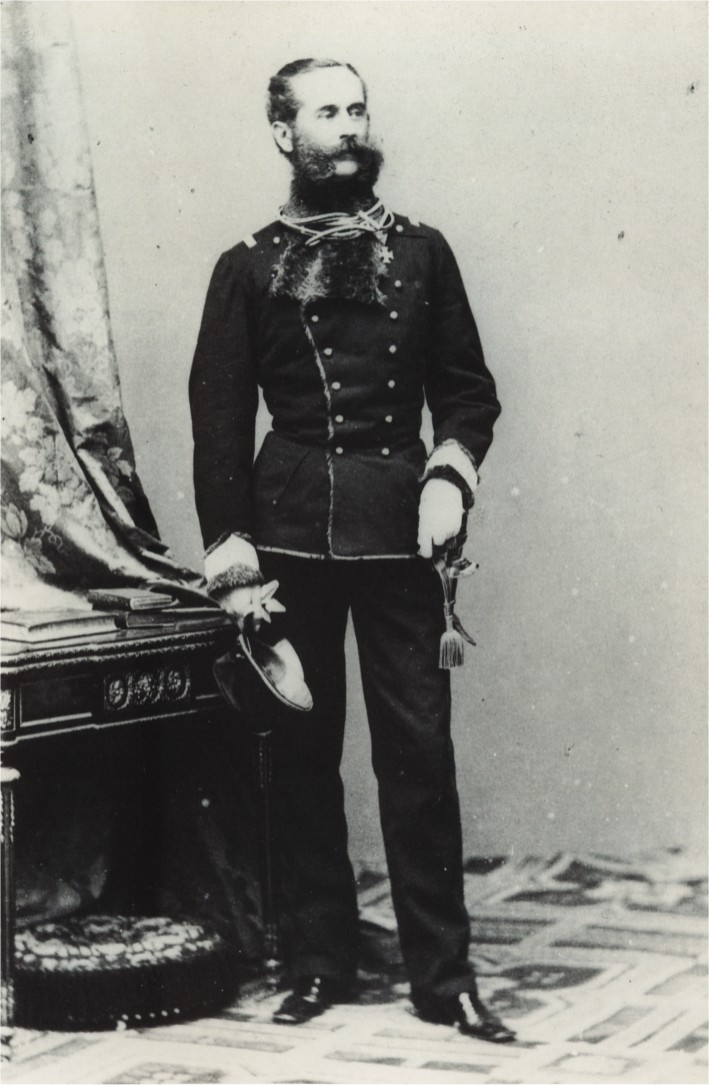
Ludwig von Gablenz (1814–1874)

- Gabler, Ada Helene (1897–1980), österreichische Kunstgewerblerin und Malerin
- Gabler, Adam Friedrich (1834–1915), deutscher Politiker
- Gabler, Ambrosius (1762–1834), deutscher Maler und Kupferstecher
- Gabler, Anna (* 1973), deutsche Opernsängerin (Sopran)
- Gäbler, Bernd (* 1953), deutscher Journalist
- Gäbler, Christian (* 1964), österreichischer Unfallchirurg und Sporttraumatologe
- Gabler, Claudia (* 1970), deutsche Dichterin und Schriftstellerin
- Gabler, Dagmar (* 1966), deutsche Drehbuchautorin
- Gabler, Dénes (* 1939), ungarischer Provinzialrömischer Archäologe
- Gäbler, Dorit (* 1943), deutsche Schauspielerin, Tänzerin und ChansonnièreDorit Gäbler (* 1943)

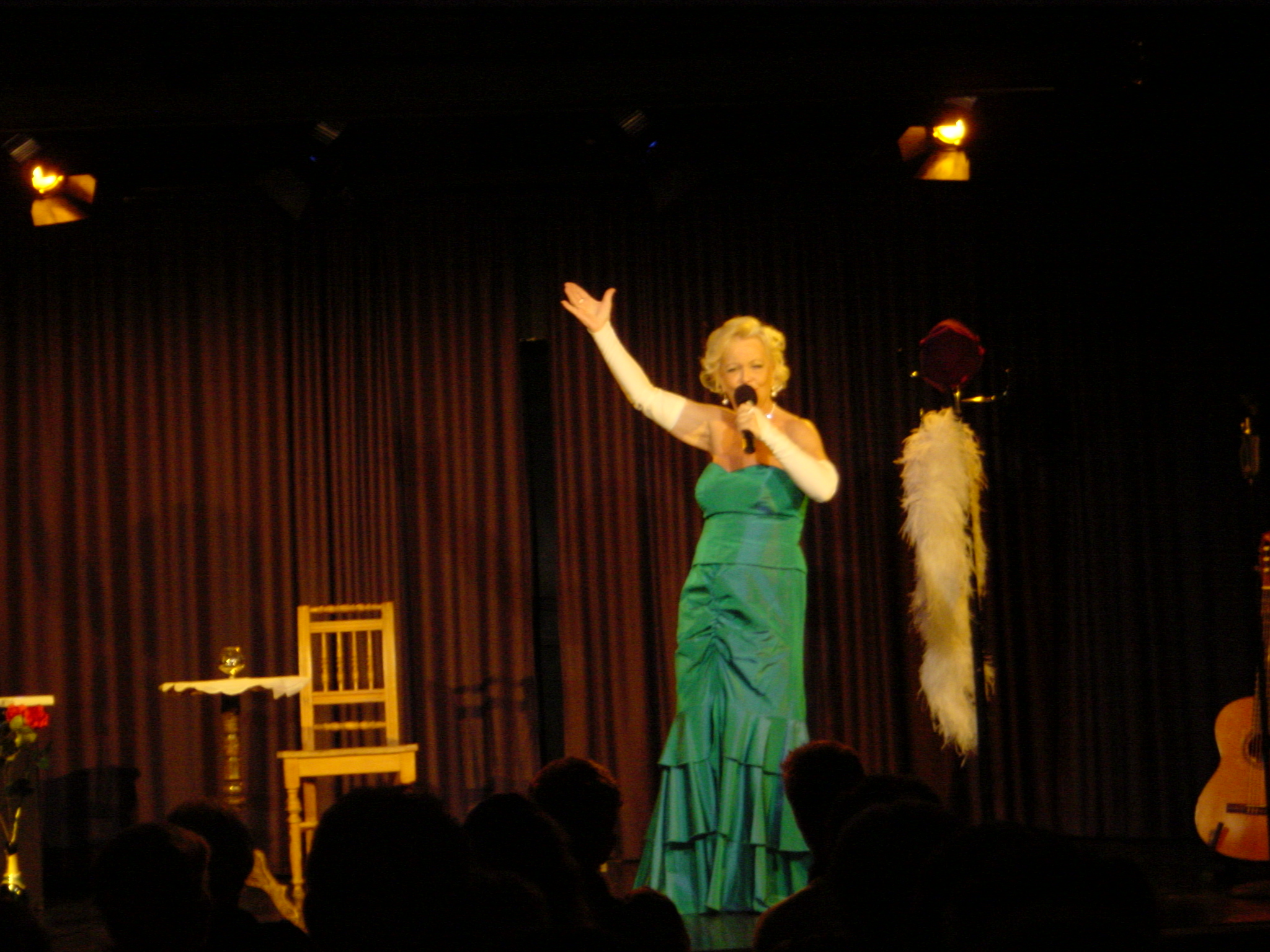
Dorit Gäbler (* 1943)

- Gabler, Eberhard (* 1933), deutscher Ornithologe, Schriftsteller und Maler
- Gäbler, Ernst (1812–1876), deutscher Unternehmer
- Gäbler, Ernst Friedrich (1807–1893), deutscher Organist, Komponist, Musiklehrer und Dirigent
- Gabler, Friedrich (1931–2016), österreichischer Hornist
- Gäbler, Fritz (1897–1974), deutscher Politiker
- Gabler, Georg Andreas (1786–1853), Philosoph
- Gabler, Gottlob Traugott (1800–1849), evangelischer Kantor zu Freyburg (Unstrut) und Ortschronist
- Gäbler, Hanjo (* 1978), deutscher Pianist und Organist, Filmmusiker und Gospel-Musiker
- Gabler, Hans Walter (* 1938), deutscher Literaturwissenschaftler
- Gabler, Hartmut (* 1940), deutscher Sportpsychologe, Sportwissenschaftler und Hochschullehrer
- Gäbler, Helga (1923–2016), deutsche Autorin
- Gabler, Hermann (1913–1997), deutscher Maler und Grafiker
- Gäbler, Horst (1921–2014), deutscher Ingenieur für Meteorologie
- Gabler, Johann Adam (1833–1888), Schweizer Fotograf
- Gabler, Johann Philipp (1753–1826), protestantischer Theologe
- Gabler, Jonas (* 1981), deutscher Sachbuchautor
- Gabler, Josef (1824–1902), österreichischer, römisch-katholischer Priester und Hymnologe
- Gabler, Joseph (1700–1771), deutscher Orgelbaumeister
- Gabler, Kathrin (* 1984), deutsche Ägyptologin
- Gäbler, Klaus (* 1931), deutscher SED-Funktionär, Abteilungsleiter des ZK der SED
- Gabler, Leo (1908–1944), österreichischer Widerstandskämpfer, Politiker (KPÖ) und NS-Opfer
- Gäbler, Mario, deutscher Skatmeister
- Gäbler, Marta (1900–1970), deutsche Politikerin (DFD), MdV
- Gabler, Mathias (1736–1805), deutscher Wissenschaftler, Hochschullehrer, römisch-katholischer Priester, Jesuit und Schulreformator
- Gäbler, Matthias (1949–2009), deutscher Kletterer und Bergsteiger
- Gabler, Michael (* 1973), deutscher Eishockeyspieler
- Gabler, Milt (1911–2001), US-amerikanischer Jazz-Produzent
- Gäbler, Otto (1868–1949), deutscher Verwaltungsjurist
- Gäbler, Paul (1901–1972), deutscher evangelischer Theologe, Pfarrer, Missionar, Missionswissenschaftler und Hochschullehrer
- Gäbler, Paul (* 1993), deutscher Schauspieler und Medienschaffender
- Gäbler, Roland (* 1964), deutscher Segler und Olympiateilnehmer
- Gabler, Ulrich (1913–1994), deutscher Schiffbauingenieur
- Gäbler, Ulrich (* 1941), österreichischer evangelischer Theologe und Kirchenhistoriker
- Gäbler, Walter (1900–1974), deutscher Politiker (SED)
- Gabler, Walther (1915–1993), österreichischer Maler und Lehrer
- Gabler, Wolfgang (1954–2024), deutscher Publizist
- Gablick, Gösta (* 1966), Kunstschmied und Bildhauer
- Gablick, Klaus (1937–2016), deutscher Fußballspieler
- Gabloner, Ignaz (1887–1964), Südtiroler Bildhauer
- Gablonsky, Fritz (1876–1971), deutscher Architekt, Baubeamter und Hochschullehrer
- Gablonsky, Max (1890–1969), deutscher Fußballspieler und Leichtathlet

### Gabm
- Gabmann, Ernest (* 1949), österreichischer Politiker (ÖVP), Landtagsabgeordneter
- Gabmann, Ernest junior (* 1974), österreichischer Politiker (FRANK), Landtagsabgeordneter

### Gabo
- Gabo, Naum (1890–1977), russischer Künstler
- Gabojan, Susanna (* 1996), armenische Schachspielerin
- Gabold, Ingolf (1942–2025), dänischer Komponist und TV-Produzent
- Gábor, Andor (1884–1953), ungarischer Schriftsteller und Journalist
- Gábor, Áron (1814–1849), Artillerieoffizier in der ungarischen Revolution 1848/1849
- Gábor, Dennis (1900–1979), ungarischer Ingenieur
- Gabor, Eva (1919–1995), US-amerikanische SchauspielerinEva Gabor (1919–1995)

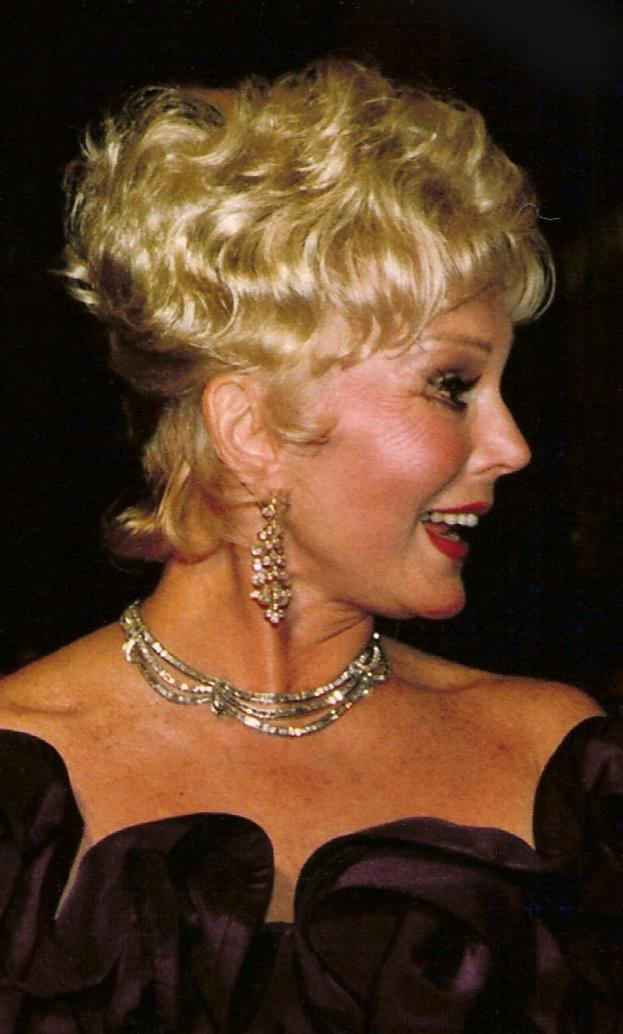
Eva Gabor (1919–1995)

- Gabor, Georgeta (* 1962), rumänische Kunstturnerin
- Gabor, Hans (1919–1994), ungarisch-österreichischer Dirigent
- Gabor, Ion (* 1943), rumänischer Ringer
- Gabor, Joachim (1929–2013), deutscher Unternehmer
- Gábor, László (1895–1944), ungarisch-US-amerikanischer Maler und Interior Designer
- Gábor, Miklós (1919–1998), ungarischer Theater- und Filmschauspieler
- Gábor, Pál (1932–1987), ungarischer Filmregisseur
- Gabor, Peter (* 1940), deutscher Fußballschiedsrichter
- Gabor, Romulus (* 1961), rumänischer Fußballspieler
- Gábor, Tamás (1932–2007), ungarischer Degenfechter
- Gabor, Viki (* 2007), polnische Sängerin
- Gabor, Zsa Zsa (1917–2016), US-amerikanisch-ungarische SchauspielerinZsa Zsa Gabor (1917–2016)

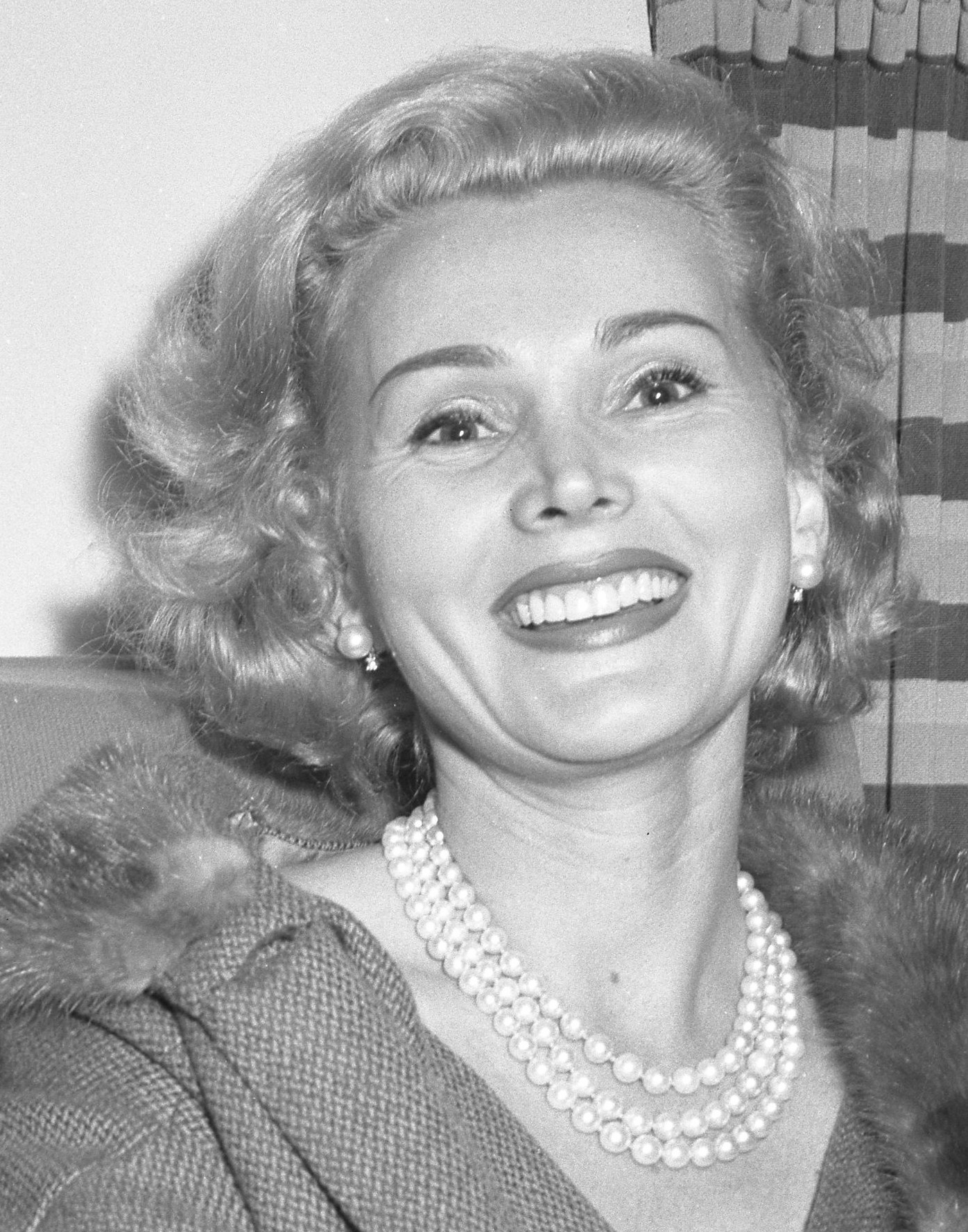
Zsa Zsa Gabor (1917–2016)

- Gaboriau, Émile (1832–1873), französischer Schriftsteller
- Gaboriaud, André (1895–1969), französischer Florettfechter
- Gáborík, Eduard (* 1942), tschechoslowakischer Fußballspieler
- Gáborík, Marián (* 1982), slowakischer Eishockeyspieler
- Gáborján, Alice (1922–2018), ungarische Volkskundlerin und Museologin
- Gábory, Magda (* 1915), ungarische Opernsängerin (Sopran)
- Gabos, Gábor (1930–2014), ungarischer Pianist
- Gabourie, Fred (1881–1951), kanadischer Filmarchitekt
- Gaboury, Marie-Anne (1780–1875), erste Siedlerin europäischer Abstammung in Westkanada
- Gabovs, Vladislavs (* 1987), lettischer Fußballspieler
- Gabow, Harold N., US-amerikanischer Informatiker
- Gabowicz, Fryderyk (1947–2007), deutscher Fotograf

### Gabr
- Gabr, Ali (* 1989), ägyptischer Fußballspieler
- Gabra Manfas Qeddus, äthiopischer Heiliger
- Gabra, Sami (1892–1979), ägyptischer Ägyptologe
- Gabre-Medhin, Tsegaye (1936–2006), äthiopischer Schriftsteller
- Gabre-Selassie, Zewde (1926–2008), äthiopischer Politiker, Diplomat und Historiker
- Gabrea, Radu (1937–2017), rumänischer Filmregisseur, Drehbuchautor und Produzent
- Gabrel, Rudolf (1871–1940), estnischer Jurist, Politiker und Richter
- Gabreski, Francis (1919–2002), US-amerikanischer JagdfliegerFrancis Gabreski (1919–2002)

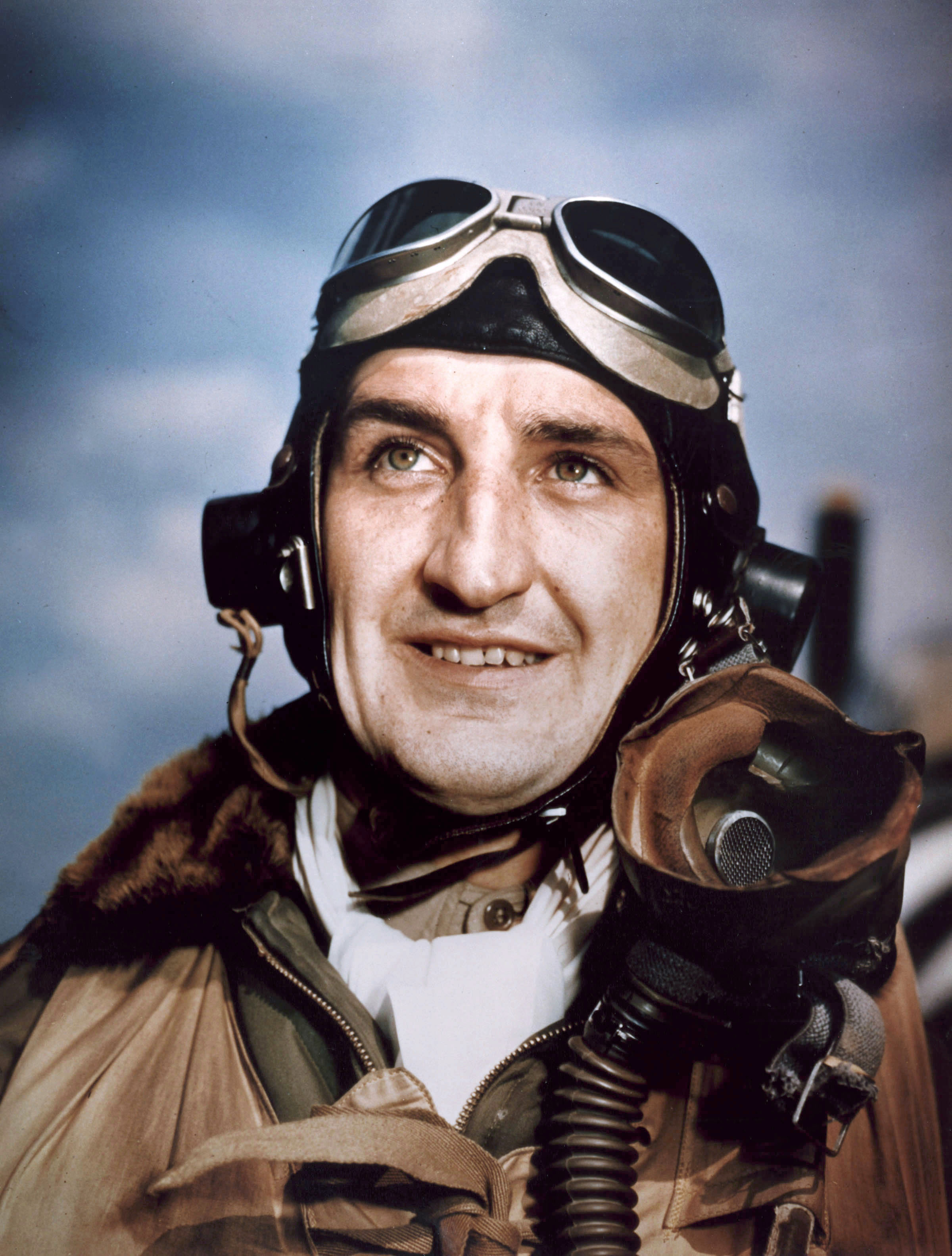
Francis Gabreski (1919–2002)

- Gabri (* 1979), spanischer Fußballspieler
- Gabri (* 1985), spanischer Fußballspieler
- Gabri, Ella, Theaterschauspielerin
- Gabri, Rene (* 1968), iranisch-US-amerikanischer Videokünstler
- Gabriadse, Lewan Rewasowitsch (* 1969), georgisch-russischer Schauspieler und Regisseur
- Gabriadse, Rewas Lewanowitsch (1936–2021), georgischer Theater- und Filmregisseur, Drehbuchautor und Künstler
- Gabrian, Peter (1922–2015), deutscher Maler
- Gabric, Anna (* 1998), deutsche Tennisspielerin
- Gabrić, Boris (* 1983), serbischer Eishockeyspieler
- Gabrić, Drago (* 1986), kroatischer Fußballspieler
- Gabric, Gabre (1914–2015), italienische Leichtathletin
- Gabrić, Tonči (* 1961), kroatischer Fußballspieler
- Gabrich, Jorge (* 1963), argentinischer Fußballspieler
- Gabriel (* 1981), brasilianischer Fußballspieler
- Gabriel (* 1997), brasilianischer FußballspielerGabriel (* 1997)

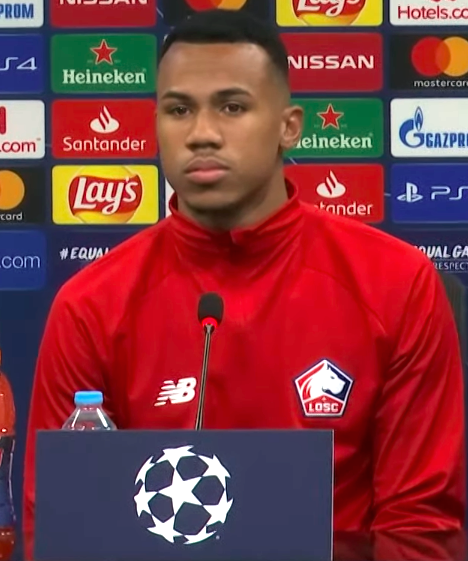
Gabriel (* 1997)

- Gabriel Barletta, italienischer Geistlicher und Prediger
- Gabriel de Anda, José Francisco (* 1971), mexikanischer Fußballspieler
- Gabriel Hieromonachos, byzantinischer Musiktheoretiker
- Gabriel I. von Konstantinopel († 1596), orthodoxer Bischof von Thessaloniki und Patriarch von Konstantinopel
- Gabriel ibn Bochtischu, persischer Mediziner
- Gabriel Paulista (* 1990), brasilianischer Fußballspieler
- Gabriel von Belgien (* 2003), belgischer Prinz
- Gabriel von der schmerzhaften Muttergottes (1838–1862), italienischer Ordensmann und Heiliger
- Gabriel von Komana (1946–2013), belgischer griechisch-orthodoxer Bischof
- Gabriel von Melitene (1055–1103), Herrscher von Melitene
- Gabriel von Qatar, Theologe der Apostolischen Kirche des Ostens
- Gabriel von Schiggar, Arzt
- Gabriel, Adam (* 2001), tschechischer Fußballspieler
- Gabriel, Adolf (1943–2015), deutscher Handballspieler, Handballtrainer und Fußballfunktionär
- Gabriel, Alfons (1894–1976), österreichischer Tropenmediziner und Forschungsreisender
- Gabriel, Ana (* 1955), mexikanische Singer-Songwriterin und Schauspielerin
- Gabriel, Anba (* 1959), ägyptischer Bischof der Koptisch-Orthodoxen Kirche
- Gabriel, Andrea (* 1978), US-amerikanische Schauspielerin, Autorin und Regisseurin
- Gabriel, Ange-Jacques (1698–1782), französischer Architekt
- Gabriel, Anne, deutsche Pop-Musikerin und Journalistin
- Gabriel, Arthur (1865–1924), deutscher Arzt und medizinischer Schriftsteller
- Gabriel, Astrik L. (1907–2005), ungarischer Historiker
- Gabriel, Betty, US-amerikanische SchauspielerinBetty Gabriel

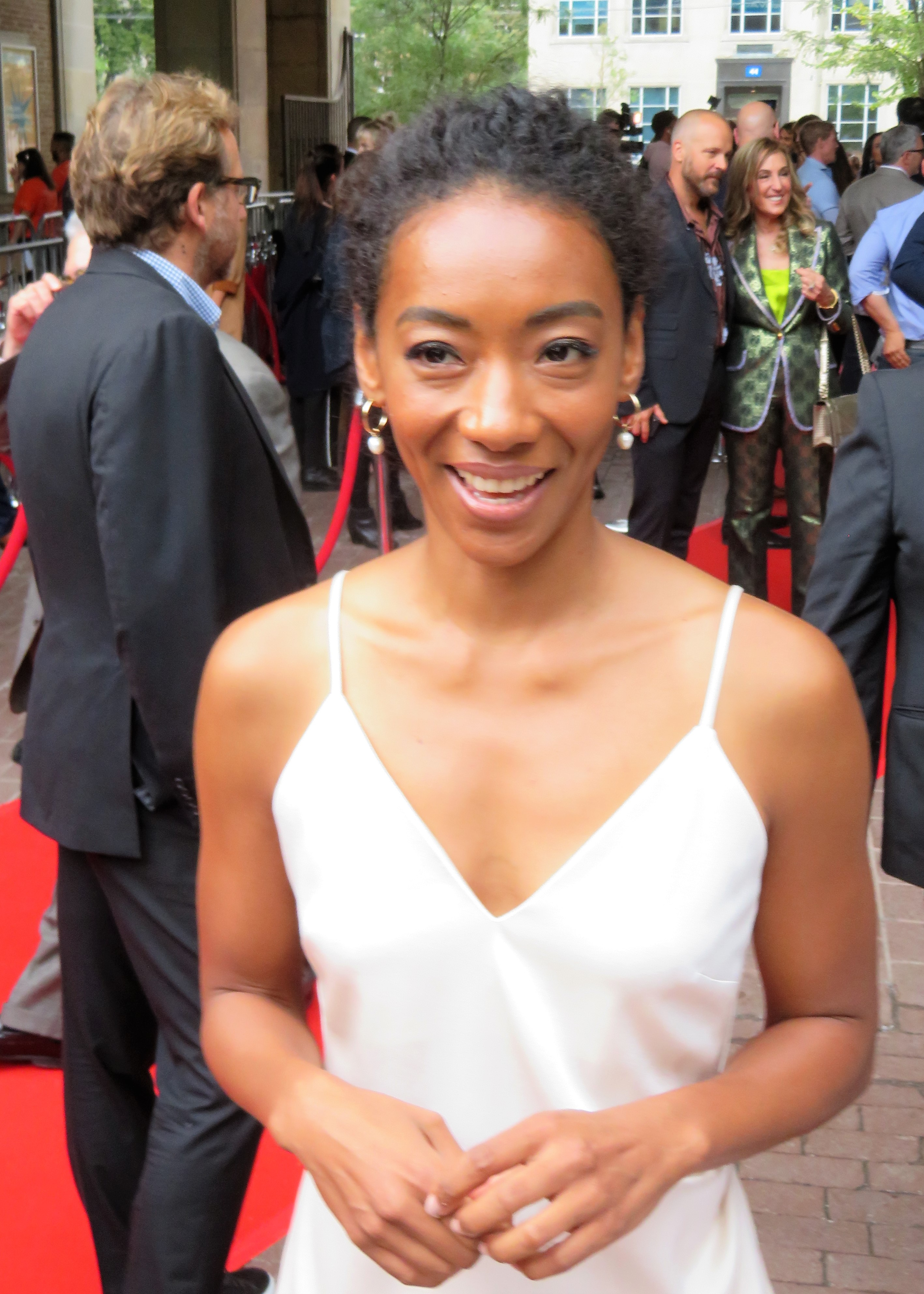
Betty Gabriel

- Gabriel, Brigitte (* 1964), libanesisch-amerikanische Journalistin, Autorin und IslamkritikerinBrigitte Gabriel (* 1964)

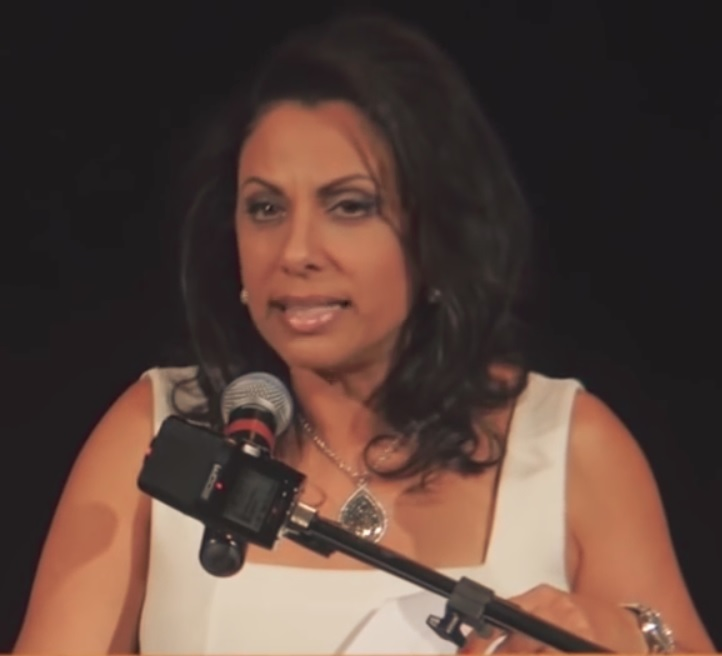
Brigitte Gabriel (* 1964)

- Gabriel, Carl (1857–1931), Schausteller und Kinobebetreiber
- Gabriel, Charles A. (1928–2003), US-amerikanischer General der United States Air Force
- Gabriel, Christian (* 1975), deutscher Schachgroßmeister
- Gabriel, Christoph (* 1967), deutscher Romanist
- Gabriel, Easter (* 1960), US-amerikanische Sprinterin
- Gabriel, Elfrun (1939–2010), deutsche Konzertpianistin und Hochschullehrerin
- Gabriel, Else (* 1962), deutsche Künstlerin
- Gabriel, Ernst (1902–1974), deutscher Politiker (SPD), MdBB
- Gabriel, Eugen (* 1937), österreichischer Sprachforscher
- Gabriel, Eustachius († 1772), deutscher Barockmaler
- Gabriel, Fernand (1878–1943), französischer Automobilrennfahrer
- Gabriel, Gabriele (* 1946), deutsche Schriftstellerin
- Gabriel, Gerda (* 1956), deutsche Volksmusik- und Schlagersängerin
- Gabriel, Gerhard (* 1950), evangelischer Theologe, Vertreter der Oppositionsbewegung in der DDR
- Gabriel, Gloria (* 1971), deutsche Sängerin christlicher Popmusik
- Gabriel, Gottfried (* 1943), deutscher Philosoph
- Gabriel, Grace (* 1988), nigerianische Badmintonspielerin
- Gabriel, Gudrun (* 1955), österreichische Schauspielerin
- Gabriel, Gülşah (* 1978), griechisch-deutsche Biologin und Influenza-Forscherin
- Gabriel, Gunter (1942–2017), deutscher Country- und Schlagersänger, Komponist, Liedtexter, Produzent, Synchronsprecher und FernsehmoderatorGunter Gabriel (1942–2017)

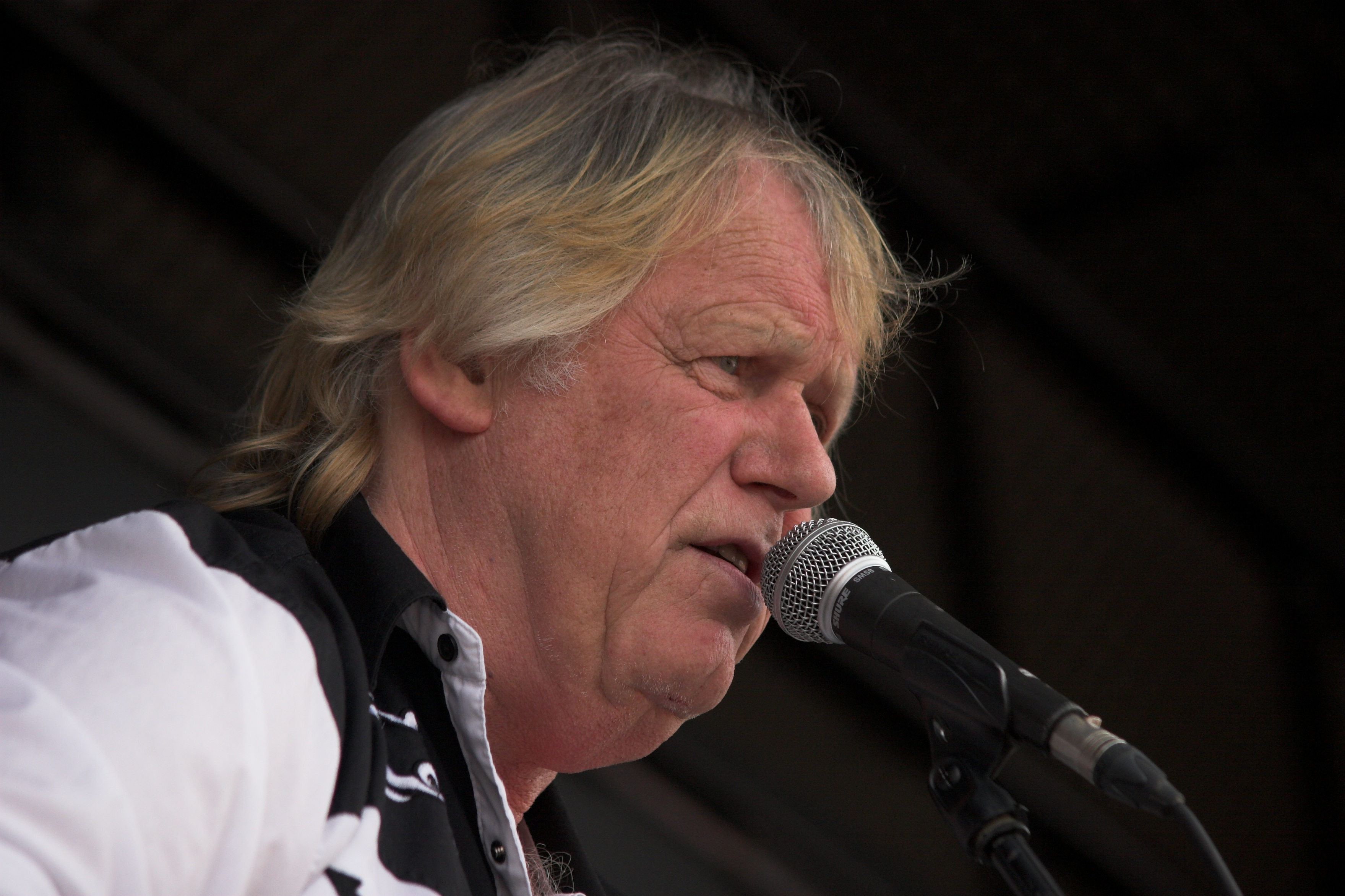
Gunter Gabriel (1942–2017)

- Gabriel, Hans (1887–1972), deutscher Kommunalpolitiker und ehrenamtlicher Landrat (CDU)
- Gabriel, Hans (1897–1940), deutscher Maler des Spätexpressionismus
- Gabriel, Hellwart (* 1939), deutscher Politiker (CDU), MdA
- Gabriel, Helmut (* 1933), deutscher Physiker und Wissenschaftsorganisator
- Gabriel, Helmut (* 1968), deutscher Fußballspieler
- Gabriel, Helmuth (1892–1945), deutscher Staatsanwalt
- Gabriel, Herbert, deutscher Fußballspieler
- Gabriel, Hermann (1852–1897), deutscher Diplomat und Jurist
- Gabriel, Herta Claudia (1899–1991), deutsche Malerin, Grafikerin und Illustratorin
- Gabriel, Holger (* 1962), deutscher Sportmediziner
- Gabriel, Horst (1922–2007), deutscher Musik- und Heimatpfleger
- Gabriel, Horst (1925–2011), deutscher Förster und Jagdschriftsteller
- Gabriel, Ingeborg (* 1952), österreichische römisch-katholische Theologin
- Gabriel, Jacques (1667–1742), französischer Architekt
- Gabriel, Jimmy (1940–2021), schottischer Fußballspieler und -trainer
- Gabriel, João (* 1996), brasilianischer Fußballspieler
- Gabriel, Johannes (1969–2022), deutscher Schauspieler und Hörspielsprecher
- Gabriel, Josef (1868–1939), österreichischer Politiker (SdP), Abgeordneter zum Nationalrat
- Gabriel, Josef (1880–1959), deutsch-rumänischer Politiker
- Gabriel, Josef der Ältere (1853–1927), österreichisch-ungarischer Mundartdichter
- Gabriel, Josh (* 1968), US-amerikanischer Musiker
- Gabriel, Juan (1950–2016), mexikanischer Sänger und KomponistJuan Gabriel (1950–2016)

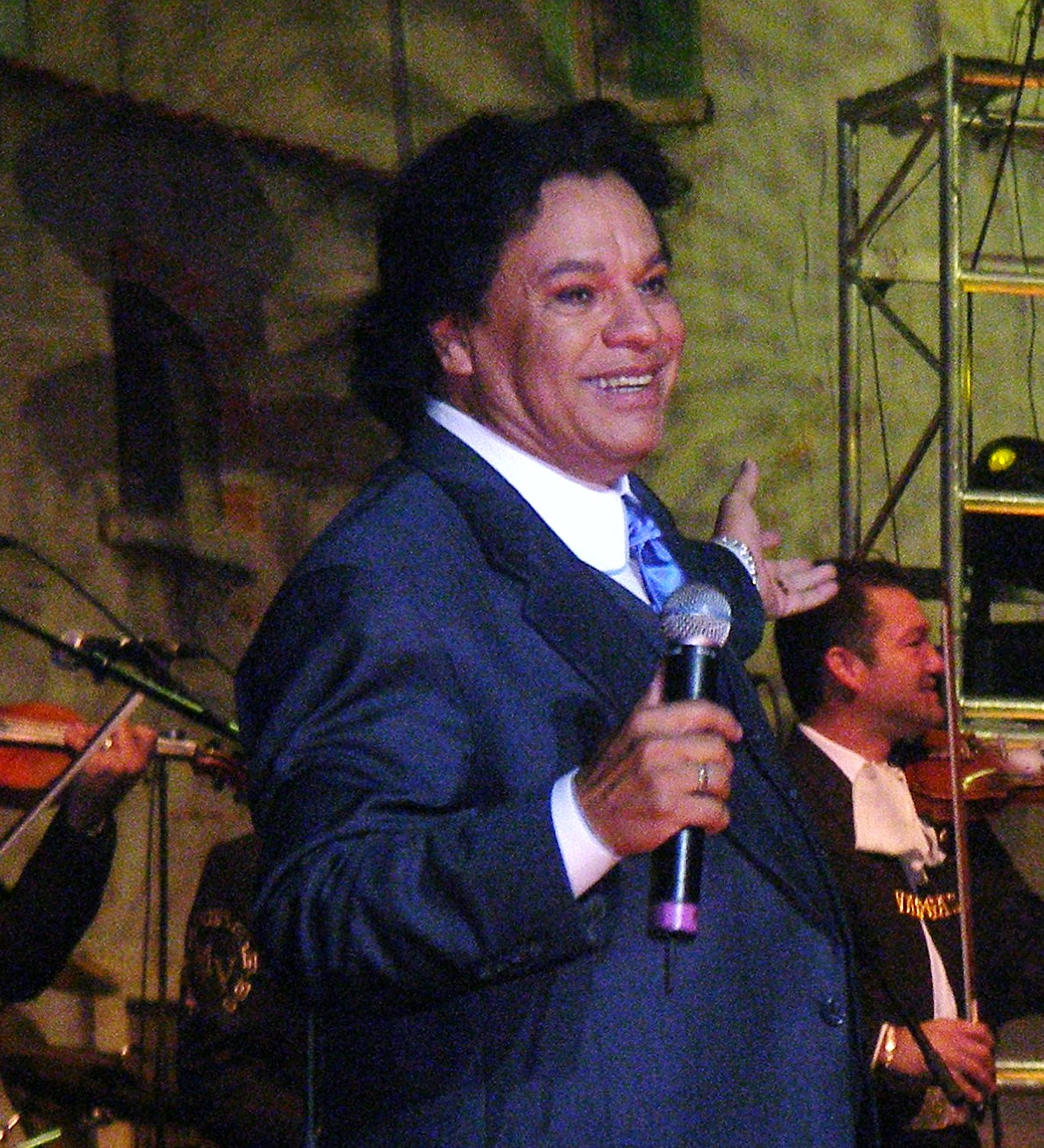
Juan Gabriel (1950–2016)

- Gabriel, Julius (* 1988), deutscher Jazz- und Improvisationsmusiker (Saxophon)
- Gabriel, Justin (* 1981), südafrikanischer Wrestler
- Gabriel, Karl (* 1943), deutscher Theologe und Soziologe
- Gabriel, Konrad (* 1964), Schweizer Fußballspieler, -trainer und Funktionär
- Gabriel, Kurt (1873–1935), deutscher Architekt
- Gabriel, Kurtis (* 1993), kanadischer Eishockeyspieler
- Gabriel, Laura (* 1995), deutsche Schauspielerin
- Gabriel, Leo (1902–1987), österreichischer Philosoph
- Gabriel, Leo (* 1945), österreichischer Journalist
- Gabriel, Leonel (1919–2005), uruguayischer Schwimmer und Wasserballspieler
- Gabriel, Lisbeth (* 1948), Schweizer Politikerin, Landammann von Nidwalden
- Gabriel, Luan (* 1996), dominicanische Leichtathletin
- Gabriel, Lucius (1597–1663), Schweizer evangelisch-reformierter Pfarrer und Bibelübersetzer ins surselvische Idiom der rätoromanischen Sprache
- Gabriel, Lukas (* 1991), österreichischer Fußballspieler
- Gabriel, Manfred (* 1939), deutscher Maler und Graphiker
- Gabriel, Manuel Nunes (1912–1996), portugiesischer katholischer Missionar und Bischof
- Gabriel, Maria (* 1937), portugiesische Künstlerin, Malerin und Grafikerin
- Gabriel, Marija (* 1979), bulgarische Politikerin, Mitglied der Europäischen Kommission, MdEP
- Gabriel, Mark A. (* 1957), ägyptisch-amerikanischer Publizist
- Gabriel, Markus (* 1980), deutscher Philosoph und AutorMarkus Gabriel (* 1980)

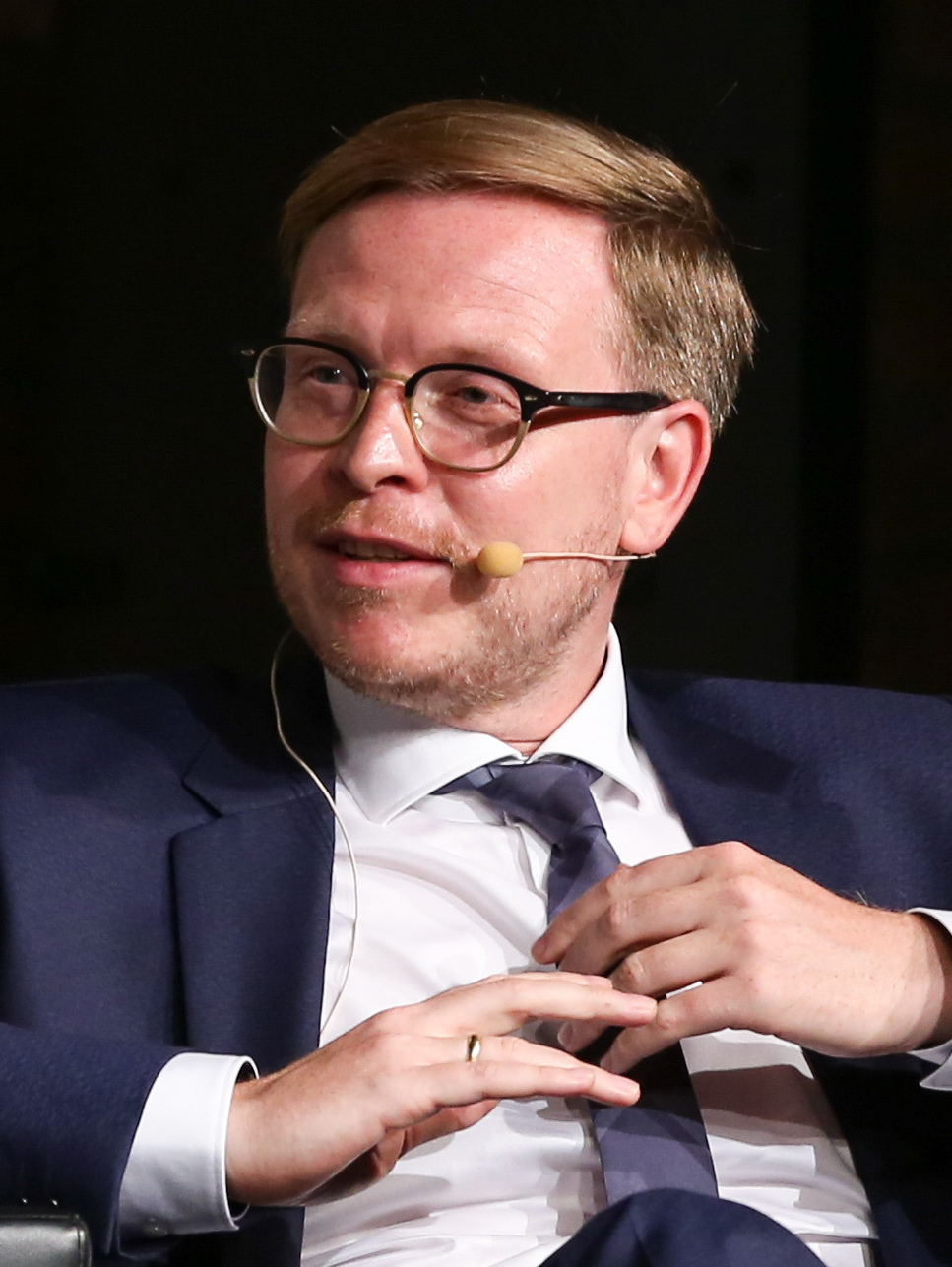
Markus Gabriel (* 1980)

- Gabriel, Martin (1876–1932), US-amerikanischer Jazz-Musiker
- Gabriel, Matthias (* 1953), deutscher Politiker (SPD), Wirtschaftsminister in Sachsen-Anhalt
- Gabriel, Max (1861–1942), deutscher Dirigent und Komponist
- Gabriel, Melanie (* 1976), englische Singer-Songwriterin
- Gabriel, Men-Fort (1608–1672), Schweizer reformierter Pfarrer und Übersetzer in die rätoromanische Sprache
- Gabriel, Mike (* 1954), US-amerikanischer Animator und Filmregisseur
- Gabriel, Monika (1943–2007), deutsche Schauspielerin und Synchronsprecherin
- Gabriel, Nina C. (* 1972), bulgarisch-österreichische Schauspielerin
- Gabriel, Ollie, US-amerikanischer Sänger
- Gabriel, Oscar W. (* 1947), deutscher Politikwissenschaftler
- Gabriel, Patrick (* 1979), deutscher Theaterschauspieler
- Gabriël, Paul (1828–1903), niederländischer Maler und Bildhauer
- Gabriel, Paul (1883–1964), deutscher evangelischer Theologe und Schriftsteller
- Gabriel, Peter (* 1928), deutscher Schriftsteller und Grundschulrektor
- Gabriel, Peter (* 1950), britischer Musiker und Video-KünstlerPeter Gabriel (* 1950)

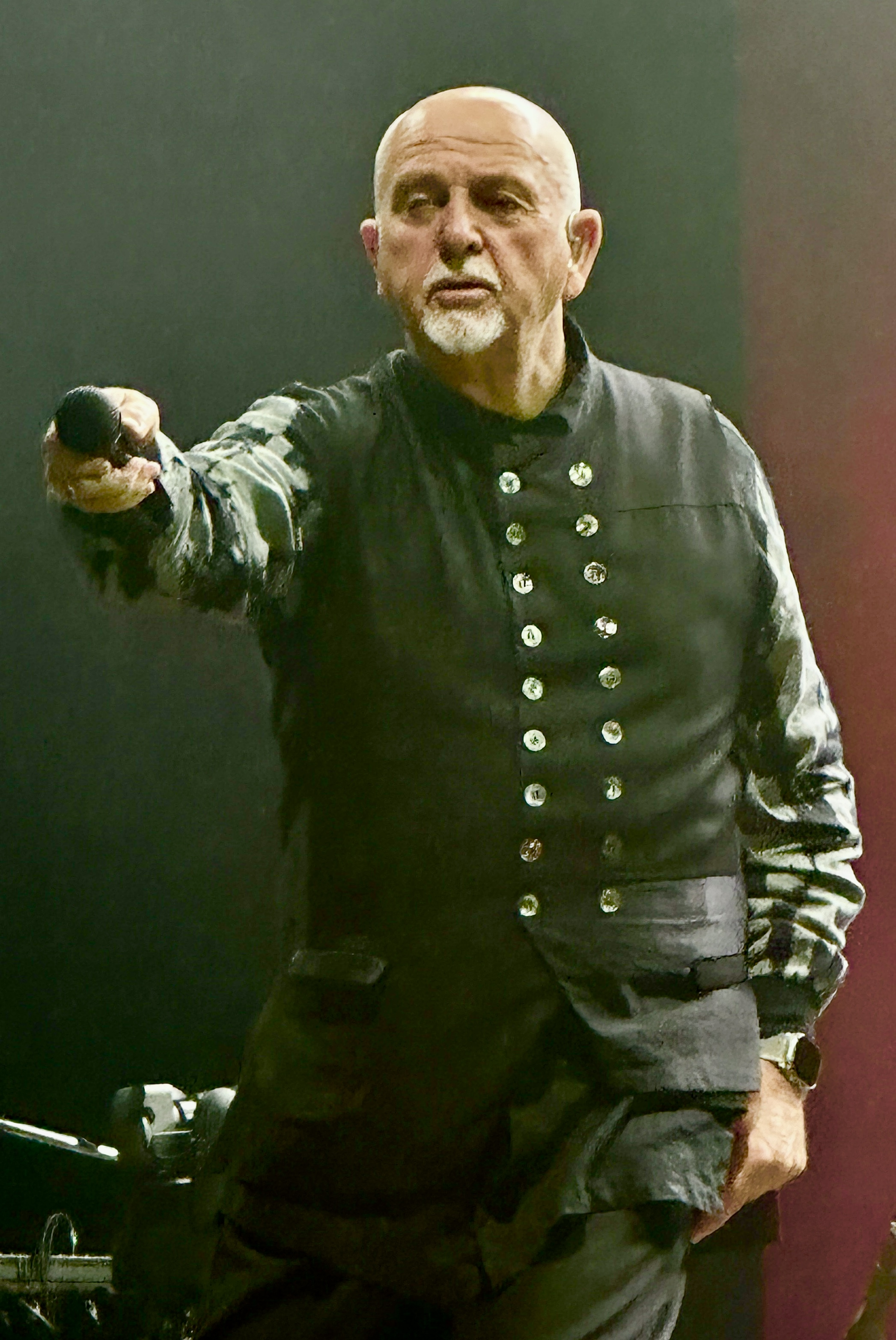
Peter Gabriel (* 1950)

- Gabriel, Petr (* 1973), tschechischer Fußballspieler
- Gabriel, Petra (* 1954), deutsche Autorin und Journalistin
- Gabriel, Pierre (1933–2015), französischer Mathematiker
- Gabriel, Ralph (* 1971), österreichischer Architekt, Kulturwissenschaftler und Autor
- Gabriel, R’Bonney (* 1994), US-amerikanische Schönheitskönigin, Miss Universe 2022
- Gabriel, René (* 1957), Schweizer Koch, Weinkritiker und Autor
- Gabriel, Reuben (* 1990), nigerianischer Fußballspieler
- Gabriel, Richard P. (* 1949), US-amerikanischer Informatiker
- Gabriel, Roland (1947–2023), deutscher Wirtschaftsinformatiker
- Gabriel, Roman (1940–2024), US-amerikanischer American-Football-Spieler und Unternehmer
- Gabriel, Rosemarie (* 1956), deutsche Schwimmerin
- Gabriel, Rubie Joy (* 1994), palauische Sprinterin
- Gabriel, Seychelle (* 1991), US-amerikanische Schauspielerin und Sängerin
- Gabriel, Siegmund (1851–1924), deutscher Chemiker
- Gabriel, Sigmar (* 1959), deutscher Politiker (SPD), MdL, MdB, Stellvertreter der Bundeskanzlerin, Bundesminister des AuswärtigenSigmar Gabriel (* 1959)

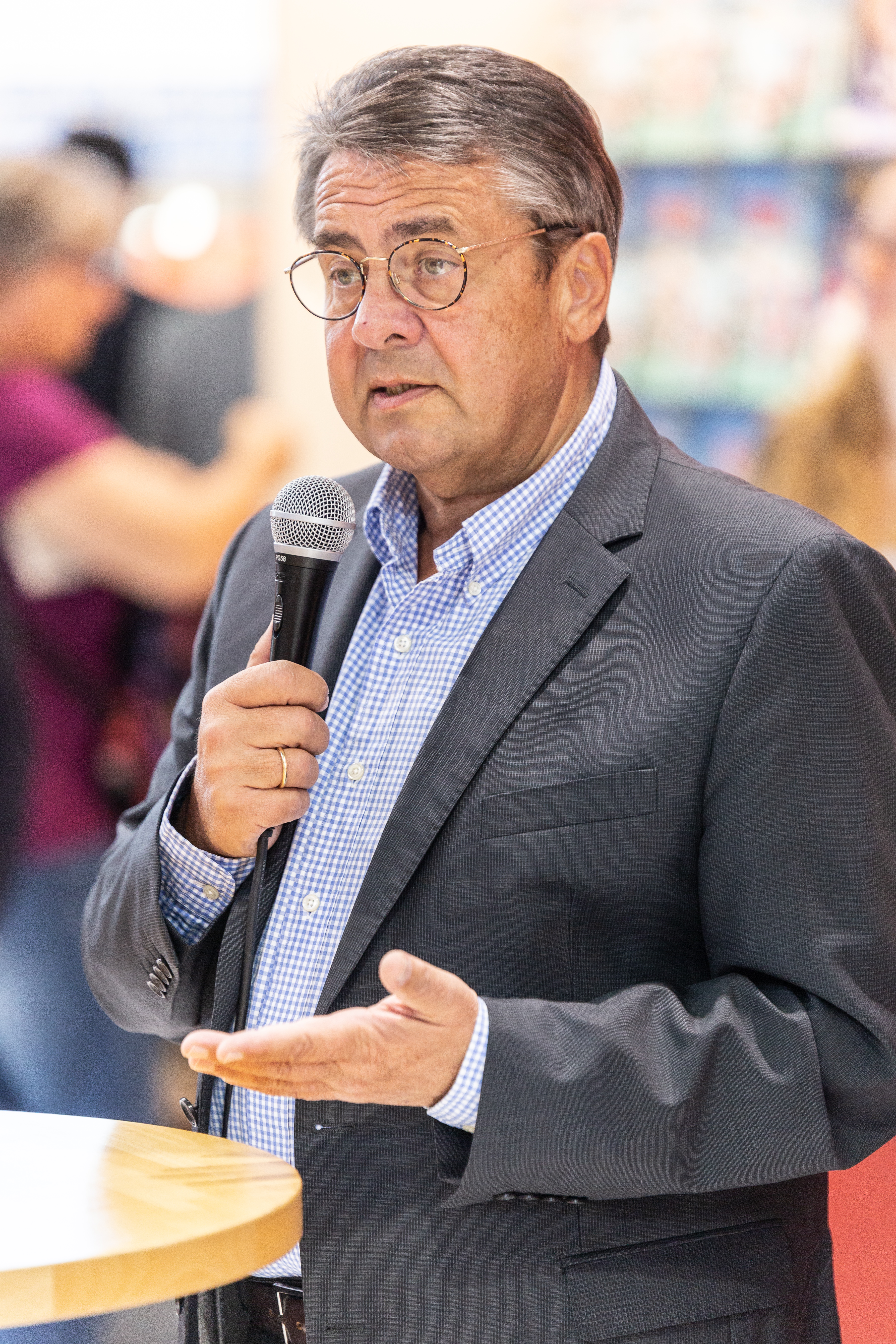
Sigmar Gabriel (* 1959)

- Gabriel, Stefan († 1638), Schweizer evangelisch-reformierter Pfarrer und Mitbegründer der rätoromanischen Sprache im sursilvanischen Idiom
- Gabriel, Taylor (* 1991), US-amerikanischer American-Football-Spieler
- Gabriel, Theodor (1875–1951), Schweizer Politiker (Katholisch-Konservative)
- Gabriel, Thomas (* 1957), deutscher Kirchenmusiker, Komponist und Arrangeur
- Gabriel, Ulrich (* 1947), österreichischer Künstler
- Gabriel, Walter (1887–1983), deutscher evangelischer Theologe und Mitglied der Bekennenden Kirche
- Gabriel, Walter (* 1953), österreichischer Opernsänger und Schriftsteller
- Gabriel, Wenyen (* 1997), südsudanesisch-US-amerikanischer Basketballspieler
- Gabriel, Wilhelm (1897–1964), deutscher Komponist und Musikverleger
- Gabriel, Willi (* 1939), deutscher Bogenschütze
- Gabriel, Wolfgang (1930–2024), österreichischer Komponist, Dirigent und Musikpädagoge
- Gabriel, Yiannis (* 1952), Soziologe und Hochschullehrer
- Gabriel, Yvelle (* 1969), deutscher Glaskünstler, bildender Künstler, Grafiker und Performancekünstler
- Gabriel-Marie (1834–1916), französischer Geistlicher und Mathematiker
- Gabriel-Thieler, G. L. (* 1958), deutsche Malerin
- Gabríela Friðriksdóttir (* 1971), isländische Künstlerin und Bildhauerin
- Gabriele Adorno (1320–1383), vierter Doge der Republik von Genua
- Gabriele, Corrado (* 1966), italienischer Politiker, MdEP
- Gabriele, Daniele (* 1994), deutsch-italienischer Fußballspieler
- Gabriele, Francesco (* 1977), italienisch-schweizerischer Fussballspieler und -trainer
- Gabriele, Franz (1903–1986), österreichischer Politiker (ÖVP), Abgeordneter zum Nationalrat, Mitglied des Bundesrates
- Gabriele, Paolo (1966–2020), italienischer Kammerdiener des Papstes Benedikt XVI.
- Gabrieli, Adam Emanuel de (1715–1785), Jesuitenprofessor und Spitalpfarrer
- Gabrieli, Andrea († 1585), italienischer Komponist und Organist der Renaissance
- Gabrieli, Francesco (1904–1996), italienischer Arabist und Orientalist
- Gabrieli, Franz de (1688–1726), Schweizer Architekt
- Gabrieli, Gabriel de (1671–1747), BaumeisterGabriel de Gabrieli (1671–1747)

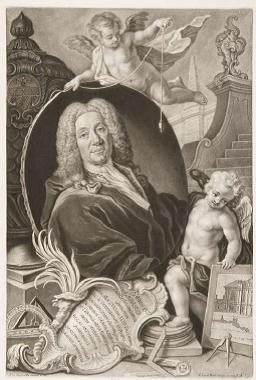
Gabriel de Gabrieli (1671–1747)

- Gabrieli, Giovanni (1557–1612), italienischer Komponist
- Gabrieli, Johann Caspar de (1685–1713), Stuckateur des Barock
- Gabrieli, John (* 1955), US-amerikanischer Neurowissenschaftler
- Gabrieljan, Ada (* 1941), armenische Malerin und Hochschullehrerin
- Gabrieljan, Arpi (* 1988), armenische Schauspielerin
- Gabrieljan, Artur Wladimirowitsch (* 1982), russischer Schachspieler armenischer Herkunft
- Gabriella von Monaco (* 2014), monegassische Adelige, Prinzessin von Monaco
- Gabrielle (* 1970), britische Sängerin und Songwriterin
- Gabrielle de Rochechouart de Mortemart († 1693), französische Aristokratin
- Gabrielle, Monique (* 1963), US-amerikanisches Modell und Schauspielerin
- Gabrielle, Tati (* 1996), US-amerikanische Schauspielerin
- Gabrielli, Ángelo (* 1992), uruguayischer Fußballspieler
- Gabrielli, Angiolo (1894–1973), italienischer Radrennfahrer
- Gabrielli, Aurélien, französischer Film- und Theaterschauspieler
- Gabrielli, Caterina (1730–1796), italienische Opernsängerin (Koloratursopran)Caterina Gabrielli (1730–1796)

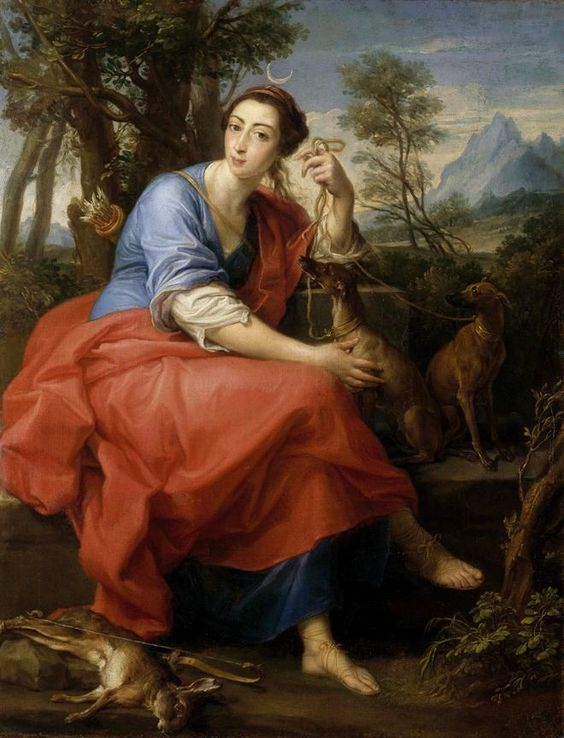
Caterina Gabrielli (1730–1796)

- Gabrielli, Domenico (1651–1690), italienischer Cellist und Komponist des Barock
- Gabrielli, Elisa (* 1959), US-amerikanische Schauspielerin und Synchronsprecherin
- Gabrielli, Franco (* 1960), italienischer Jurist und Präfekt
- Gabrielli, Gabriele de’ (1445–1511), italienischer Geistlicher, Kardinal
- Gabrielli, Giacomo (* 1996), italienischer Skilangläufer
- Gabrielli, Giulio der Ältere (1603–1677), Bischof von Rieti und Ascoli Piceno
- Gabrielli, Giulio der Jüngere (1748–1822), italienischer Kardinal, Kardinalstaatssekretär
- Gabrielli, Manfred (1944–2005), österreichischer Sportkommentator, -moderator und -redakteur
- Gabrielli, Nicolò (1814–1891), italienischer Komponist und Dirigent
- Gabrielli, Onofrio (1619–1706), italienischer Maler
- Gabrielli, Pietro (* 1931), italienischer Ordensgeistlicher, Apostolischer Vikar von Méndez
- Gabrielli, Pirro Maria (1643–1705), italienischer Arzt, Botaniker und Hochschullehrer
- Gabriello, André (1896–1975), französischer Schauspieler, Soldat und Chansonnier
- Gabriello, Suzanne (1932–1992), französische Sängerin und Schauspielerin
- Gabriels, Ebrahim, südafrikanischer islamischer Theologe und politischer Aktivist
- Gabriels, Eugène (1895–1969), belgischer Ruderer
- Gabriels, Henry (1838–1921), belgischer Geistlicher, Bischof von Ogdensburg
- Gabriëls, Jaak (1943–2024), belgischer Politiker (Volksunie sowie VLD)
- Gabriëls, Jan-Willem (* 1979), niederländischer Ruderer
- Gabriëls, René (1912–1982), belgischer Karambolagespieler und Billardtischhersteller
- Gabrielse, Gerald (* 1951), US-amerikanischer Experimentalphysiker
- Gabrielse, Hubert (1926–2024), kanadischer Geologe
- Gabrielsen, Ansgar (* 1955), norwegischer konservativer Politiker, Mitglied des Storting
- Gabrielsen, Hans (1891–1965), norwegischer Politiker (Venstre), Minister und Jurist
- Gabrielsen, Hansepâjuk (1925–2004), grönländischer Buchhalter und Sportfunktionär
- Gabrielsen, Kenneth (* 1975), norwegischer Handballspieler und -trainer
- Gabrielsen, Ruben (* 1992), norwegischer Fußballspieler
- Gabrielsen, Tobias (1879–1945), grönländischer Expeditionsteilnehmer
- Gabrielsen, Vincent (* 1950), dänischer Althistoriker
- Gabrielsson, Assar (1891–1962), schwedischer Autoindustrieller
- Gabrielsson, Gunnar (1891–1981), schwedischer Sportschütze
- Gabrielsson, Thomas W. (* 1963), schwedischer SchauspielerThomas W. Gabrielsson (* 1963)

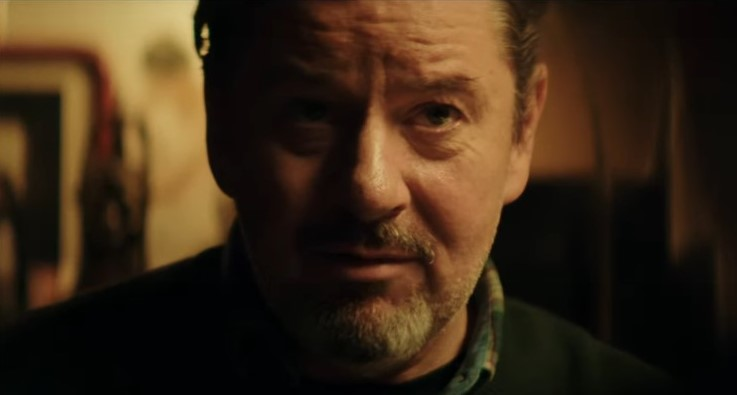
Thomas W. Gabrielsson (* 1963)

- Gabriely, Irith (* 1950), israelische Klarinettistin und Sängerin, vornehmlich von Klezmermusik
- Gabrillargues, Louis (1914–1994), französischer Fußballspieler und -trainer
- Gabrilli, Mara (* 1967), brasilianische Politikerin
- Gabrilowitsch, Ossip Salomonowitsch (1878–1936), russisch-amerikanischer Dirigent, Pianist und Komponist
- Gabrini, Antonio (1814–1908), italienisch-schweizerischer Schulleiter, Politiker, Tessiner Grossrat und Wohltäter
- Gabrini, Stefano (* 1959), italienischer Filmschaffender
- Gábriš, Julius (1913–1987), slowakischer Theologe und Bischof, Apostolischer Administrator in Trnava
- Gabro, Jaroslav (1919–1980), US-amerikanisch-ukrainischer Bischof von Saint Nicolas of Chicago
- Gabrowski, Iwajlo (* 1978), bulgarischer Radrennfahrer
- Gabrowski, Nikola (1864–1925), bulgarischer Politiker
- Gabrowski, Petar (1898–1945), bulgarischer Politiker und Ministerpräsident
- Gabry, Edith (1927–2012), ungarische Opernsängerin (Sopran) und Hochschullehrerin
- Gabry, Pieter (1715–1770), niederländischer Jurist, Astronom und Naturforscher
- Gabrych, Tadeusz (1921–1998), polnischer Radrennfahrer und Radsporttrainer
- Gabryel (* 1999), brasilianischer Fußballspieler
- Gabryjelska, Renata (* 1972), polnische Filmschauspielerin, Drehbuchautorin und Regisseurin
- Gabryś, Aleksander (* 1974), polnischer Komponist und Kontrabassist
- Gabrys, Jennifer (* 1973), US-amerikanische Medienwissenschaftlerin und Kulturwissenschaftlerin
- Gabryś, Jerzy (* 1981), polnischer Eishockeyspieler
- Gabrys-Paršaitis, Juozas (1880–1951), litauischer Politiker, Jurist und Journalist
- Gabrysch, Klaus (* 1944), deutscher Sportmoderator
- Gabrysch, Sabine (* 1976), deutsche Ärztin und Epidemiologin
- Gabrysch, Viktoria (* 1982), deutsche Schauspielerin
- Gabryszak, Kimber (* 1980), US-amerikanische Skeletonsportlerin

### Gabs
- Gabsa, Isabell (* 1995), deutsche Golferin
- Gabsi, Youssef (1923–2005), tunesischer Fußballspieler
- Gabso, Shai (* 1984), israelischer Sänger
- Gabsteiger, Günter (* 1942), bayerischer Politiker (CSU), MdL
- Gabšys, Vilius (* 1979), litauischer Basketballspieler
- Gabszewicz, Aleksander (1911–1983), polnischer Jagdflieger im Zweiten Weltkrieg

### Gabu
- Gabujewa, Angelina Alexandrowna (* 1988), russische Tennisspielerin
- Gabulow, Wladimir Borissowitsch (* 1983), russischer Fußballtorhüter
- Gabunia, Dawit (* 1982), georgischer Übersetzer, Bühnenautor und Schriftsteller
- Gabunia, Nodar (1933–2000), georgischer Komponist und Pianist
- Gaburici, Chiril (* 1976), moldauischer Geschäftsmann und Politiker
- Gaburo, Kenneth (1926–1993), US-amerikanischer Komponist und Musikpädagoge
- Gaburro, Bruno (* 1939), italienischer Filmregisseur und Drehbuchautor
- Gabusjan, Howhannes (* 1995), armenischer Schachspieler
- Gabussi, Giulio Cesare († 1611), italienischer Kapellmeister und Komponist
- Gabutti, Raymond (1908–1985), französischer Filmarchitekt
- Gabuza, Abel (1955–2021), südafrikanischer Geistlicher und römisch-katholischer Koadjutorerzbischof von Durban
- Gabuzzi, Stefano (1848–1936), Schweizer Richter, Politiker (FDP), Tessiner Grossrat, Staatsrat und Ständerat

### Gaby
- Gaby, Fred (1895–1984), britischer Hürdenläufer
- Gabyschew, Michail (* 1990), kasachischer Fußballspieler

### Gabz
- Gabz (* 1998), britische Singer-Songwriterin